# Divizia A de handbal feminin 2023-2024
Divizia A de handbal feminin 2023−2024 a fost a 58-a ediție a eșalonului valoric secund al campionatului național de handbal feminin românesc. Competiția a purtat anterior numele Categoria B sau Divizia B, însă a fost redenumită în 1997, când fosta Divizie A a devenit Liga Națională. Întrecerea este organizată anual de Federația Română de Handbal (FRH). Începând din anul competițional 2018−2019, Divizia A se desfășoară cu trei sau patru serii, după ce anterior s-a desfășurat cu două serii. Excepție a făcut anul competițional 2021−2022 când s-a revenit la formatul cu două serii.
Conform regulamentului, la sfârșitul competiției două echipe au promovat direct în Liga Națională 2024-2025, iar alte două au primit dreptul de participare la un baraj de promovare.
Astfel, la sfârșitul ediției 2023-2024 au promovat direct în Liga Națională ediția 2024-2025, echipele CSM Slatina și CSM Iași 2020, clasate pe locurile 1 și 2 după terminarea turneului final. Echipele clasate pe locurile 3 și 4, CSM Deva și CS Activ Prahova Ploiești, împreună cu echipele clasate pe locurile 11 și 12 în Liga Națională ediția 2023-2024, au participat la un turneu de baraj. La finalul turneului de baraj, cele două echipe din Liga Națională și-au păstrat locul, iar celelalte două echipe au rămas în Divizia A, nereușind promovarea.

## Săli
Partidele s-au jucat în sălile de sport din orașele de reședință ale echipelor, în funcție de disponibilitatea acestora și de potențialul de spectatori al partidelor.
| Bacău                                                 | Cluj-Napoca                           | Piatra Neamț                       | Ploiești                         | Reșița                             |
| ----------------------------------------------------- | ------------------------------------- | ---------------------------------- | -------------------------------- | ---------------------------------- |
| Sala Sporturilor „Narcisa Lecușanu” Capacitate: 2 000 | Sala „Horia Demian” Capacitate: 2 800 | Sala Polivalentă Capacitate: 4 000 | Sala „Olimpia” Capacitate: 3 500 | Sala Polivalentă Capacitate: 1 669 |
|                                                       |                                       |                                    |                                  |                                    |

## Echipe participante
Începând cu ediția 2018−2019, Divizia A se desfășoară cu trei sau patru serii de căte 6−11 echipe fiecare, împărțite pe criterii geografice, cu scopul de a limita deplasările lungi și a reduce astfel costurile. În ediția 2023−2024, componența celor trei serii este:
| În seria A au concurat 7 echipe: - ACS Spartac București - CSU Neptun Constanța - ACS Unirea Dobroești - CS Activ Prahova Ploiești - Sepsi SIC Sfântu Gheorghe - CSM Slatina - CSM Unirea Slobozia În seria C au concurat 7 echipe: - „U” Cluj - CSM Deva - CS Universitar Oradea - CS Universitatea Reșița - CS Arena Târgu Mureș - CSU de Vest Timișoara - ACS „Liviu Rebreanu” Turda | În seria B au concurat 7 echipe: - CS Știința Bacău - CSM Bacău - CSM Făgăraș - CSM Galați - CSM Iași 2020 - HCF Piatra Neamț - CSM Roman |

## Regulament
Regulamentul de desfășurare a ediției 2023-24 a Diviziei A de handbal feminin a fost aprobat pe 30 iunie 2023, a intrat în vigoare în aceași zi și a conținut un calendar preliminar al partidelor, cu mențiunea că datele acestora se pot modifica cu acordul echipelor.

## Partide
Meciurile din sezonul regulat al ediției 2023-24 a Diviziei A de handbal feminin s-au jucat în sistem fiecare cu fiecare, cu tur și retur între două echipe din fiecare serie, iar programul acestora a fost alcătuit după Tabela Berger. La sfârșitul sezonului regulat a avut loc un turneu final, la care au luat parte echipele clasate pe primele două locuri și echipele clasate pe cele mai bune două locuri 3 în fiecare din cele trei serii ale Diviziei A. Echipele clasate pe primele două locuri au promovat direct în Liga Națională, în timp ce echipele clasate pe locurile 3−4 au participat la un baraj de promovare cu locurile 11 și 12 din Liga Națională. Nu au avut drept de promovare în Liga Națională: echipele secunde ale cluburilor din Liga Națională, echipele de junioare, echipele CNE și echipele CNOPJ.
Calendarul competițional preliminar s-a stabilit în ședința Consiliului de Administrație al FRH din 30 iunie 2023. Datele exacte de desfășurare a partidelor au fost publicate ulterior.

## Seria A

### Clasament
|  | Echipe care au participat la turneul final |

Clasament valabil pe 21 aprilie 2024.
| Poz. | Echipa                        | J  | V  | E | Î  | GM  | GP  | DG    | P  |
| ---- | ----------------------------- | -- | -- | - | -- | --- | --- | ----- | -- |
| 1    | CSM Slatina                   | 12 | 12 | 0 | 0  | 505 | 284 | + 221 | 36 |
| 2    | CS Activ Prahova Ploiești     | 12 | 9  | 0 | 3  | 398 | 285 | + 113 | 27 |
| 3    | CSM Unirea Slobozia           | 12 | 7  | 1 | 4  | 388 | 316 | + 72  | 22 |
| 4    | ACS Sepsi SIC Sfântu Gheorghe | 12 | 7  | 1 | 4  | 368 | 367 | + 31  | 22 |
| 5    | ACS Unirea Dobroești          | 12 | 3  | 0 | 9  | 320 | 401 | – 81  | 9  |
| 6    | CSU Neptun Constanța          | 12 | 3  | 0 | 9  | 355 | 437 | – 82  | 9  |
| 7    | ACS Spartac București         | 12 | 0  | 0 | 12 | 202 | 476 | – 274 | 0  |

### Rezultate în tur
Date oficiale publicate de Federația Română de Handbal

### Etapa I
| 10 septembrie 2023 12:00 | ACS Unirea Dobroești | 27 - 37 | CSM Unirea Slobozia  | Sala Unirea, Dobroești Arbitri: Ciutacu, Stamatoiu |
| 10 septembrie 2023 12:00 | Giboi, C. Petre 6    | (15-19) | C. Roșu, Striukova 7 | Sala Unirea, Dobroești Arbitri: Ciutacu, Stamatoiu |
| 10 septembrie 2023 12:00 | 5× 1×                | Cronica | 6× 1×                | Sala Unirea, Dobroești Arbitri: Ciutacu, Stamatoiu |

| 10 septembrie 2023 13:00 | ACS Spartac București | 11 - 32 | ACS Sepsi SIC Sfântu Gheorghe | Sala Iris, București Arbitri: G. Paraschiv, Stănescu |
| 10 septembrie 2023 13:00 | Ivan 6                | (4-19)  | Abaza, Bârlă, Rău 6           | Sala Iris, București Arbitri: G. Paraschiv, Stănescu |
| 10 septembrie 2023 13:00 | 1×                    | Cronica | 4×                            | Sala Iris, București Arbitri: G. Paraschiv, Stănescu |

| 10 septembrie 2023 17:00 | CS Activ Prahova Ploiești      | 39 - 17 | CSU Neptun Constanța | Sala Sporturilor Olimpia, Ploiești Arbitri: Ali, Mihordea |
| 10 septembrie 2023 17:00 | M. Arvatu, Berbece, Beșleagă 6 | (18-8)  | Stănciulescu 8       | Sala Sporturilor Olimpia, Ploiești Arbitri: Ali, Mihordea |
| 10 septembrie 2023 17:00 | 8×                             | Cronica | 6× 1×                | Sala Sporturilor Olimpia, Ploiești Arbitri: Ali, Mihordea |

CSM Slatina a stat.

### Etapa II
| 17 septembrie 2023 11:00 | CSM Unirea Slobozia     | 23 - 26 | CS Activ Prahova Ploiești | Sala Sporturilor „Andreea Nica”, Slobozia Arbitri: Constantin, Enache |
| 17 septembrie 2023 11:00 | Dabevska, S. Gheorghe 6 | (14-11) | Vrabie 6                  | Sala Sporturilor „Andreea Nica”, Slobozia Arbitri: Constantin, Enache |
| 17 septembrie 2023 11:00 | 6×                      | Cronica | 4×                        | Sala Sporturilor „Andreea Nica”, Slobozia Arbitri: Constantin, Enache |

| 17 septembrie 2023 11:00 | CSM Slatina | 55 - 14 | ACS Spartac București | Sala LPS, Slatina Arbitri: Ramba, Ungar |
| 17 septembrie 2023 11:00 | Fulgoi 13   | (29-8)  | Dinuț 5               | Sala LPS, Slatina Arbitri: Ramba, Ungar |
| 17 septembrie 2023 11:00 | 4×          | Cronica | 4× 1×                 | Sala LPS, Slatina Arbitri: Ramba, Ungar |

| 17 septembrie 2023 13:00 | ACS Sepsi SIC Sfântu Gheorghe | 33 - 24 | ACS Unirea Dobroești | Sala Sporturilor „Kati Szabó”, Sfântu Gheorghe Arbitri: Agliceriu, Turdean |
| 17 septembrie 2023 13:00 | Pavel 8                       | (18-11) | Gherghiceanu 7       | Sala Sporturilor „Kati Szabó”, Sfântu Gheorghe Arbitri: Agliceriu, Turdean |
| 17 septembrie 2023 13:00 | 10× 1×                        | Cronica | 3×                   | Sala Sporturilor „Kati Szabó”, Sfântu Gheorghe Arbitri: Agliceriu, Turdean |

CSU Neptun Constanța a stat.

### Etapa III
| 24 septembrie 2023 11:00 | ACS Unirea Dobroești         | 29 - 39 | CSM Slatina | Sala Unirea, Dobroești Arbitri: Popescu, Trică |
| 24 septembrie 2023 11:00 | Bragadireanu, Gherghiceanu 9 | (11-18) | Premović 12 | Sala Unirea, Dobroești Arbitri: Popescu, Trică |
| 24 septembrie 2023 11:00 | 4× 1×                        | Cronica | 6× 1×       | Sala Unirea, Dobroești Arbitri: Popescu, Trică |

| 24 septembrie 2023 13:00 | CS Activ Prahova Ploiești | 37 - 23 | ACS Sepsi SIC Sfântu Gheorghe | Sala Sporturilor Olimpia, Ploiești Arbitri: G. Dudău, R. Dudău |
| 24 septembrie 2023 13:00 | Dumitrașcu 9              | (18-11) | Pavel 9                       | Sala Sporturilor Olimpia, Ploiești Arbitri: G. Dudău, R. Dudău |
| 24 septembrie 2023 13:00 | 4× 1×                     | Cronica | 6× 1×                         | Sala Sporturilor Olimpia, Ploiești Arbitri: G. Dudău, R. Dudău |

| 24 septembrie 2023 14:00 | CSU Neptun Constanța | 32 - 37 | CSM Unirea Slobozia | Sala Sporturilor „Simona Amânar”, Constanța Arbitri: Basso, Tofan |
| 24 septembrie 2023 14:00 | Stănciulescu 7       | (12-14) | C. Roșu 7           | Sala Sporturilor „Simona Amânar”, Constanța Arbitri: Basso, Tofan |
| 24 septembrie 2023 14:00 | 3× 2×                | Cronica | 7× 2×               | Sala Sporturilor „Simona Amânar”, Constanța Arbitri: Basso, Tofan |

ACS Spartac București a stat.

### Etapa IV
| 8 octombrie 2023 11:00 | CSM Slatina | 36 - 23 | CS Activ Prahova Ploiești | Sala LPS, Slatina Arbitri: Gorina, Melencu |
| 8 octombrie 2023 11:00 | Premović 12 | (16-12) | Berbece 5                 | Sala LPS, Slatina Arbitri: Gorina, Melencu |
| 8 octombrie 2023 11:00 | Cronica     |         |                           | Sala LPS, Slatina Arbitri: Gorina, Melencu |

| 8 octombrie 2023 11:00 | ACS Spartac București | 23 - 29 | ACS Unirea Dobroești | Sala Iris, București Arbitri: Radu, Vișan |
| 8 octombrie 2023 11:00 | Săceanu 5             | (11-13) | Pițigoi 6            | Sala Iris, București Arbitri: Radu, Vișan |
| 8 octombrie 2023 11:00 | 7×                    | Cronica | 6× 1×                | Sala Iris, București Arbitri: Radu, Vișan |

| 8 octombrie 2023 12:30 | ACS Sepsi SIC Sfântu Gheorghe | 45 - 35 | CSU Neptun Constanța | Sala Sporturilor „Kati Szabó”, Sfântu Gheorghe Arbitri: Badea, Șandor |
| 8 octombrie 2023 12:30 | Bârlă 7                       | (21-18) | Mlecov 8             | Sala Sporturilor „Kati Szabó”, Sfântu Gheorghe Arbitri: Badea, Șandor |
| 8 octombrie 2023 12:30 | 7×                            | Cronica | 2× 1×                | Sala Sporturilor „Kati Szabó”, Sfântu Gheorghe Arbitri: Badea, Șandor |

CSM Unirea Slobozia a stat.

### Etapa V
| 29 octombrie 2023 11:00 | CSM Unirea Slobozia | 23 - 21 | ACS Sepsi SIC Sfântu Gheorghe | Sala Sporturilor „Andreea Nica”, Slobozia Arbitri: Popescu, Trică |
| 29 octombrie 2023 11:00 | R. Gheorghe 6       | (10-11) | Pavel 5                       | Sala Sporturilor „Andreea Nica”, Slobozia Arbitri: Popescu, Trică |
| 29 octombrie 2023 11:00 | 3× 1×               | Cronica | 2× 1×                         | Sala Sporturilor „Andreea Nica”, Slobozia Arbitri: Popescu, Trică |

| 29 octombrie 2023 13:00 | CS Activ Prahova Ploiești | 39 - 9  | ACS Spartac București | Sala Sporturilor Olimpia, Ploiești Arbitri: G. Paraschiv, Stănescu |
| 29 octombrie 2023 13:00 | E. Andrița 7              | (19-6)  | Săceanu 5             | Sala Sporturilor Olimpia, Ploiești Arbitri: G. Paraschiv, Stănescu |
| 29 octombrie 2023 13:00 | 4×                        | Cronica | 7× 1×                 | Sala Sporturilor Olimpia, Ploiești Arbitri: G. Paraschiv, Stănescu |

| 29 octombrie 2023 13:00 | CSU Neptun Constanța | 28 - 46 | CSM Slatina | Sala Sporturilor „Simona Amânar”, Constanța Arbitri: Costache, Vasile |
| 29 octombrie 2023 13:00 | Stănciulescu 8       | (15-19) | Fulgoi 14   | Sala Sporturilor „Simona Amânar”, Constanța Arbitri: Costache, Vasile |
| 29 octombrie 2023 13:00 | 6× 1×                | Cronica | 9× 3×       | Sala Sporturilor „Simona Amânar”, Constanța Arbitri: Costache, Vasile |

ACS Unirea Dobroești a stat.

### Etapa VI
| 12 noiembrie 2023 11:00 | CSM Slatina | 35 - 28 | CSM Unirea Slobozia | Sala LPS, Slatina Arbitri: Chiriac, Cordescu |
| 12 noiembrie 2023 11:00 | Premović 8  | (14-13) | S. Gheorghe 8       | Sala LPS, Slatina Arbitri: Chiriac, Cordescu |
| 12 noiembrie 2023 11:00 | 7× 1×       | Cronica | 4× 2×               | Sala LPS, Slatina Arbitri: Chiriac, Cordescu |

| 12 noiembrie 2023 11:00 | ACS Unirea Dobroești | 25 - 42 | CS Activ Prahova Ploiești | Sala Unirea, Dobroești Arbitri: Damian, Hodorogea |
| 12 noiembrie 2023 11:00 | Gherghiceanu 8       | (11-17) | Popescu 7                 | Sala Unirea, Dobroești Arbitri: Damian, Hodorogea |
| 12 noiembrie 2023 11:00 | 5× 1×                | Cronica | 9× 1×                     | Sala Unirea, Dobroești Arbitri: Damian, Hodorogea |

| 12 noiembrie 2023 12:00 | ACS Spartac București | 25 - 43 | CSU Neptun Constanța | Sala Iris, București Arbitri: Chirițoiu, Stanciu |
| 12 noiembrie 2023 12:00 | Săceanu 8             | (14-21) | Stănciulescu 13      | Sala Iris, București Arbitri: Chirițoiu, Stanciu |
| 12 noiembrie 2023 12:00 | 4×                    | Cronica | 2× 2×                | Sala Iris, București Arbitri: Chirițoiu, Stanciu |

ACS Sepsi SIC Sfântu Gheorghe a stat.

### Etapa VII
| 22 ianuarie 2024 19:00 | CSM Unirea Slobozia | 56 - 9  | ACS Spartac București | Sala Sporturilor „Andreea Nica”, Slobozia Arbitri: Bida, Olar |
| 22 ianuarie 2024 19:00 | Vasile 9            | (28-6)  | Halmagyi 3            | Sala Sporturilor „Andreea Nica”, Slobozia Arbitri: Bida, Olar |
| 22 ianuarie 2024 19:00 | 2×                  | Cronica | 4× 1×                 | Sala Sporturilor „Andreea Nica”, Slobozia Arbitri: Bida, Olar |

| 25 ianuarie 2024 16:00 | CSU Neptun Constanța | 34 - 28 | ACS Unirea Dobroești | Sala Sporturilor „Simona Amânar”, Constanța Arbitri: Popescu, Trică |
| 25 ianuarie 2024 16:00 | Stănciulescu 13      | (18-12) | Gherghiceanu 7       | Sala Sporturilor „Simona Amânar”, Constanța Arbitri: Popescu, Trică |
| 25 ianuarie 2024 16:00 | 2× 2×                | Cronica | 2×                   | Sala Sporturilor „Simona Amânar”, Constanța Arbitri: Popescu, Trică |

| 25 ianuarie 2024 16:00 | ACS Sepsi SIC Sfântu Gheorghe | 26 - 35 | CSM Slatina   | Sala Sporturilor „Kati Szabó”, Sfântu Gheorghe Arbitri: Iacob, A. Moldovan |
| 25 ianuarie 2024 16:00 | Pavel 6                       | (16-18) | Lixăndroiu 13 | Sala Sporturilor „Kati Szabó”, Sfântu Gheorghe Arbitri: Iacob, A. Moldovan |
| 25 ianuarie 2024 16:00 | 2× 1×                         | Cronica | 4× 1×         | Sala Sporturilor „Kati Szabó”, Sfântu Gheorghe Arbitri: Iacob, A. Moldovan |

CS Activ Prahova Ploiești a stat.
| Clasament valabil pe 25 ianuarie 2024, la finalul turului. \| Poz. \| Echipa \| J \| V \| E \| Î \| GM \| GP \| DG \| P \| \| ---- \| ----------------------------- \| - \| - \| - \| - \| --- \| --- \| ----- \| -- \| \| 1 \| CSM Slatina \| 6 \| 6 \| 0 \| 0 \| 246 \| 148 \| + 98 \| 18 \| \| 2 \| CS Activ Prahova Ploiești \| 6 \| 5 \| 0 \| 1 \| 206 \| 133 \| + 73 \| 15 \| \| 3 \| CSM Unirea Slobozia \| 6 \| 4 \| 0 \| 2 \| 204 \| 147 \| + 57 \| 12 \| \| 4 \| ACS Sepsi SIC Sfântu Gheorghe \| 6 \| 3 \| 0 \| 3 \| 180 \| 165 \| + 15 \| 9 \| \| 5 \| CSU Neptun Constanța \| 6 \| 2 \| 0 \| 4 \| 189 \| 220 \| – 31 \| 6 \| \| 6 \| ACS Unirea Dobroești \| 6 \| 1 \| 0 \| 5 \| 162 \| 208 \| – 56 \| 3 \| \| 7 \| ACS Spartac București \| 6 \| 0 \| 0 \| 6 \| 88 \| 254 \| – 166 \| 0 \| |                               |   |   |   |   |     |     |       |    |
| Poz. | Echipa                        | J | V | E | Î | GM  | GP  | DG    | P  |
| 1 | CSM Slatina                   | 6 | 6 | 0 | 0 | 246 | 148 | + 98  | 18 |
| 2 | CS Activ Prahova Ploiești     | 6 | 5 | 0 | 1 | 206 | 133 | + 73  | 15 |
| 3 | CSM Unirea Slobozia           | 6 | 4 | 0 | 2 | 204 | 147 | + 57  | 12 |
| 4 | ACS Sepsi SIC Sfântu Gheorghe | 6 | 3 | 0 | 3 | 180 | 165 | + 15  | 9  |
| 5 | CSU Neptun Constanța          | 6 | 2 | 0 | 4 | 189 | 220 | – 31  | 6  |
| 6 | ACS Unirea Dobroești          | 6 | 1 | 0 | 5 | 162 | 208 | – 56  | 3  |
| 7 | ACS Spartac București         | 6 | 0 | 0 | 6 | 88  | 254 | – 166 | 0  |

### Rezultate în retur
Date oficiale publicate de Federația Română de Handbal

### Etapa VIII
| 28 ianuarie 2024 11:00 | CSM Unirea Slobozia | 36 - 27 | ACS Unirea Dobroești | Sala Sporturilor „Andreea Nica”, Slobozia Arbitri: Basso, Tofan |
| 28 ianuarie 2024 11:00 | Striukova 8         | (17-9)  | Bragadireanu 9       | Sala Sporturilor „Andreea Nica”, Slobozia Arbitri: Basso, Tofan |
| 28 ianuarie 2024 11:00 | 6× 3×               | Cronica | 2×                   | Sala Sporturilor „Andreea Nica”, Slobozia Arbitri: Basso, Tofan |

| 28 ianuarie 2024 12:00 | CSU Neptun Constanța | 21 - 41 | CS Activ Prahova Ploiești | Sala Sporturilor „Simona Amânar”, Constanța Arbitri: Popa, Velișca |
| 28 ianuarie 2024 12:00 | Matei 9              | (10-20) | Beșleagă 7                | Sala Sporturilor „Simona Amânar”, Constanța Arbitri: Popa, Velișca |
| 28 ianuarie 2024 12:00 | 6× 2×                | Cronica | 7× 2×                     | Sala Sporturilor „Simona Amânar”, Constanța Arbitri: Popa, Velișca |

| 28 ianuarie 2024 16:30 | ACS Sepsi SIC Sfântu Gheorghe | 47 - 20 | ACS Spartac București | Sala Sporturilor „Kati Szabó”, Sfântu Gheorghe Arbitri: S. Curtuia, F. Curtuia |
| 28 ianuarie 2024 16:30 | Lupișcă 8                     | (21-12) | Ivan, Monica Iștoc 8  | Sala Sporturilor „Kati Szabó”, Sfântu Gheorghe Arbitri: S. Curtuia, F. Curtuia |
| 28 ianuarie 2024 16:30 | 4×                            | Cronica | 2×                    | Sala Sporturilor „Kati Szabó”, Sfântu Gheorghe Arbitri: S. Curtuia, F. Curtuia |

CSM Slatina a stat.

### Etapa IX
| 4 februarie 2024 12:00 | ACS Unirea Dobroești | 24 - 28 | ACS Sepsi SIC Sfântu Gheorghe | Sala Unirea, Dobroești Arbitri: Geaburu, Mitran |
| 4 februarie 2024 12:00 | Petre 12             | (15-13) | Pavel 6                       | Sala Unirea, Dobroești Arbitri: Geaburu, Mitran |
| 4 februarie 2024 12:00 | 6× 1×                | Cronica | 7× 1× 1×                      | Sala Unirea, Dobroești Arbitri: Geaburu, Mitran |

| 4 februarie 2024 12:00 | ACS Spartac București | 14 - 47 | CSM Slatina | Sala Iris, București Arbitri: Radu, Vișan |
| 4 februarie 2024 12:00 | Iștoc 4               | (7-24)  | Lecu 8      | Sala Iris, București Arbitri: Radu, Vișan |
| 4 februarie 2024 12:00 | 4× 1×                 | Cronica | 2× 1×       | Sala Iris, București Arbitri: Radu, Vișan |

| 4 februarie 2024 16:00 | CS Activ Prahova Ploiești | 30 - 26 | CSM Unirea Slobozia | Sala Sporturilor Olimpia, Ploiești Arbitri: Ifrim, Olisei |
| 4 februarie 2024 16:00 | Beșleagă 11               | (16-15) | Striukova 10        | Sala Sporturilor Olimpia, Ploiești Arbitri: Ifrim, Olisei |
| 4 februarie 2024 16:00 | 4×                        | Cronica | 6× 1×               | Sala Sporturilor Olimpia, Ploiești Arbitri: Ifrim, Olisei |

CSU Neptun Constanța a stat.

### Etapa X
| 11 februarie 2024 11:00 | CSM Slatina | 49 - 27 | ACS Unirea Dobroești | Sala LPS, Slatina Arbitri: Boștinaru, Cruceru |
| 11 februarie 2024 11:00 | Radović 7   | (25-11) | Gherghiceanu 5       | Sala LPS, Slatina Arbitri: Boștinaru, Cruceru |
| 11 februarie 2024 11:00 | 7× 2×       | Cronica | 5× 1×                | Sala LPS, Slatina Arbitri: Boștinaru, Cruceru |

| 11 februarie 2024 11:00 | CSM Unirea Slobozia | 34 - 27 | CSU Neptun Constanța | Sala Sporturilor „Andreea Nica”, Slobozia Arbitri: Drăghici, Drăguț |
| 11 februarie 2024 11:00 | S. Gheorghe 11      | (19-14) | Matei 11             | Sala Sporturilor „Andreea Nica”, Slobozia Arbitri: Drăghici, Drăguț |
| 11 februarie 2024 11:00 | 4× 2×               | Cronica | 4× 1×                | Sala Sporturilor „Andreea Nica”, Slobozia Arbitri: Drăghici, Drăguț |

| 11 februarie 2024 12:00 | ACS Sepsi SIC Sfântu Gheorghe | 31 - 29 | CS Activ Prahova Ploiești | Sala Sporturilor „Kati Szabó”, Sfântu Gheorghe Arbitri: Avădani, Popovici |
| 11 februarie 2024 12:00 | A. Gheorghe 10                | (17-19) | Berbece 10                | Sala Sporturilor „Kati Szabó”, Sfântu Gheorghe Arbitri: Avădani, Popovici |
| 11 februarie 2024 12:00 | 7× 1×                         | Cronica | 7× 1×                     | Sala Sporturilor „Kati Szabó”, Sfântu Gheorghe Arbitri: Avădani, Popovici |

ACS Spartac București a stat.

### Etapa XI
| 8 martie 2024 14:00 | CS Activ Prahova Ploiești | 26 - 35 | CSM Slatina  | Sala Sporturilor Olimpia, Ploiești Arbitri: Drăghici, Drăguț |
| 8 martie 2024 14:00 | Popescu 6                 | (11-17) | Lixăndroiu 7 | Sala Sporturilor Olimpia, Ploiești Arbitri: Drăghici, Drăguț |
| 8 martie 2024 14:00 | 1×                        | Cronica | 7× 1×        | Sala Sporturilor Olimpia, Ploiești Arbitri: Drăghici, Drăguț |

| 10 martie 2024 11:00 | ACS Unirea Dobroești           | 23 - 19 | ACS Spartac București | Sala Unirea, Dobroești Arbitri: Barbu, Goleanu |
| 10 martie 2024 11:00 | Demci, Ioniță, Pițigoi, Popa 3 | (9-4)   | Lupea, Săceanu 5      | Sala Unirea, Dobroești Arbitri: Barbu, Goleanu |
| 10 martie 2024 11:00 | 5×                             | Cronica | 4× 1×                 | Sala Unirea, Dobroești Arbitri: Barbu, Goleanu |

| 10 martie 2024 14:00 | CSU Neptun Constanța | 32 - 33 | ACS Sepsi SIC Sfântu Gheorghe | Sala Sporturilor „Simona Amânar”, Constanța Arbitri: Popa, Velișca |
| 10 martie 2024 14:00 | Stănciulescu 11      | (17-19) | Abaza, Márton 5               | Sala Sporturilor „Simona Amânar”, Constanța Arbitri: Popa, Velișca |
| 10 martie 2024 14:00 | 4×                   | Cronica | 5× 2×                         | Sala Sporturilor „Simona Amânar”, Constanța Arbitri: Popa, Velișca |

CSM Unirea Slobozia a stat.

### Etapa XII
| 17 martie 2024 11:00 | CSM Slatina | 50 - 21 | CSU Neptun Constanța | Sala LPS, Slatina Arbitri: Mărgărit, Voicu |
| 17 martie 2024 11:00 | Fulgoi 13   | (20-11) | Matei, Mlecov 5      | Sala LPS, Slatina Arbitri: Mărgărit, Voicu |
| 17 martie 2024 11:00 | 4× 2×       | Cronica | 2× 1×                | Sala LPS, Slatina Arbitri: Mărgărit, Voicu |

| 17 martie 2024 12:00 | ACS Spartac București        | 15 - 34 | CS Activ Prahova Ploiești | Sala Iris, București Arbitri: Dumitru, Ionescu |
| 17 martie 2024 12:00 | Halmagyi, Ivan, Milculescu 4 | (7-15)  | Taivan 8                  | Sala Iris, București Arbitri: Dumitru, Ionescu |
| 17 martie 2024 12:00 | 1× 3×                        | Cronica | 6× 1×                     | Sala Iris, București Arbitri: Dumitru, Ionescu |

| 17 martie 2024 16:00 | ACS Sepsi SIC Sfântu Gheorghe | 27 - 27 | CSM Unirea Slobozia | Sala Sporturilor „Kati Szabó”, Sfântu Gheorghe Arbitri: Manafu, Pavel |
| 17 martie 2024 16:00 | Lupișcă 7                     | (13-14) | S. Gheorghe 6       | Sala Sporturilor „Kati Szabó”, Sfântu Gheorghe Arbitri: Manafu, Pavel |
| 17 martie 2024 16:00 | 4× 1×                         | Cronica | 2× 2×               | Sala Sporturilor „Kati Szabó”, Sfântu Gheorghe Arbitri: Manafu, Pavel |

ACS Unirea Dobroești a stat.

### Etapa XIII
| 23 martie 2024 11:00 | CSM Unirea Slobozia | 26 - 38 | CSM Slatina | Sala Sporturilor „Andreea Nica”, Slobozia Arbitri: Chiriac, Cordescu |
| 23 martie 2024 11:00 | (11-20)             |         |             | Sala Sporturilor „Andreea Nica”, Slobozia Arbitri: Chiriac, Cordescu |
| 23 martie 2024 11:00 | Cronica             |         |             | Sala Sporturilor „Andreea Nica”, Slobozia Arbitri: Chiriac, Cordescu |

| 24 martie 2024 12:30 | CSU Neptun Constanța | 36 - 26 | ACS Spartac București | Sala Sporturilor „Simona Amânar”, Constanța Arbitri: Chirițoiu, Stanciu |
| 24 martie 2024 12:30 | Matei 7              | (17-15) | Lupea 7               | Sala Sporturilor „Simona Amânar”, Constanța Arbitri: Chirițoiu, Stanciu |
| 24 martie 2024 12:30 | 1× 2×                | Cronica | 4× 1×                 | Sala Sporturilor „Simona Amânar”, Constanța Arbitri: Chirițoiu, Stanciu |

| 24 martie 2024 13:00 | CS Activ Prahova Ploiești | 32 - 24 | ACS Unirea Dobroești | Sala Sporturilor Olimpia, Ploiești Arbitri: Damian, Hodorogea |
| 24 martie 2024 13:00 | Popescu 8                 | (17-12) | Bragadireanu 6       | Sala Sporturilor Olimpia, Ploiești Arbitri: Damian, Hodorogea |
| 24 martie 2024 13:00 | 5×                        | Cronica | 4×                   | Sala Sporturilor Olimpia, Ploiești Arbitri: Damian, Hodorogea |

ACS Sepsi SIC Sfântu Gheorghe a stat.

### Etapa XIV
| 21 aprilie 2024 11:00 | ACS Unirea Dobroești | 33 - 29 | CSU Neptun Constanța | Sala Unirea, Dobroești Arbitri: Samson, Trandafirescu |
| 21 aprilie 2024 11:00 | Gherghiceanu 7       | (15-15) | Stănciulescu 13      | Sala Unirea, Dobroești Arbitri: Samson, Trandafirescu |
| 21 aprilie 2024 11:00 | 5× 3×                | Cronica | 4× 3×                | Sala Unirea, Dobroești Arbitri: Samson, Trandafirescu |

| 21 aprilie 2024 12:00 | ACS Spartac București | 17 - 35 | CSM Unirea Slobozia | Sala Iris, București Arbitri: Georgescu, Isdrăilă |
| 21 aprilie 2024 12:00 | Săceanu 7             | (12-16) | C. Roșu 11          | Sala Iris, București Arbitri: Georgescu, Isdrăilă |
| 21 aprilie 2024 12:00 | 1× 1×                 | Cronica | 4× 1×               | Sala Iris, București Arbitri: Georgescu, Isdrăilă |

| 21 aprilie 2024 12:00 | CSM Slatina     | 40 - 22 | ACS Sepsi SIC Sfântu Gheorghe | Sala LPS, Slatina Arbitri: Marii, Stegaru |
| 21 aprilie 2024 12:00 | Boian, Fulgoi 9 | (16-8)  | A. Gheorghe 5                 | Sala LPS, Slatina Arbitri: Marii, Stegaru |
| 21 aprilie 2024 12:00 | 1×              | Cronica | 2×                            | Sala LPS, Slatina Arbitri: Marii, Stegaru |

CS Activ Prahova Ploiești a stat.

## Seria B

### Clasament
|  | Echipe care au participat la turneul final |

Clasament valabil pe 21 aprilie 2024.
| Poz. | Echipa           | J  | V  | E | Î  | GM  | GP  | DG    | P  |
| ---- | ---------------- | -- | -- | - | -- | --- | --- | ----- | -- |
| 1    | CSM Iași 20201)  | 12 | 11 | 0 | 1  | 405 | 228 | + 177 | 33 |
| 2    | CSM Galați1)     | 12 | 11 | 0 | 1  | 437 | 248 | + 189 | 33 |
| 3    | CSM Roman        | 12 | 7  | 1 | 4  | 342 | 333 | + 9   | 22 |
| 4    | CSM Bacău        | 12 | 5  | 1 | 6  | 322 | 336 | – 14  | 16 |
| 5    | CSM Făgăraș      | 12 | 4  | 0 | 8  | 286 | 375 | – 89  | 12 |
| 6    | HCF Piatra Neamț | 12 | 3  | 0 | 9  | 274 | 329 | – 55  | 9  |
| 7    | CS Știința Bacău | 12 | 0  | 0 | 12 | 208 | 425 | – 217 | 0  |

1) CSM Iași 2020 și CSM Galați au terminat sezonul la egalitate de puncte, iar departajarea s-a făcut conform articolului 3, aliniatul 1, punctul b) din Regulamentul de desfășurare a competiției, echipa din Iași având un număr mai mare de goluri marcate în deplasare, în meciurile directe cu echipa din Galați (CSM Galați - CSM Iași 2020: 25–23 / CSM Iași 2020 - CSM Galați: 21–19).

### Rezultate în tur
Date oficiale publicate de Federația Română de Handbal

### Etapa I
| 10 septembrie 2023 11:00 | CS Știința Bacău | 16 - 41 | CSM Iași 2020 | Sala Sporturilor „Narcisa Lecușanu”, Bacău Arbitri: M. Paraschiv, Stoian |
| 10 septembrie 2023 11:00 | Petrișor 7       | (10-20) | Stanca 7      | Sala Sporturilor „Narcisa Lecușanu”, Bacău Arbitri: M. Paraschiv, Stoian |
| 10 septembrie 2023 11:00 | 5×               | Cronica | 7×            | Sala Sporturilor „Narcisa Lecușanu”, Bacău Arbitri: M. Paraschiv, Stoian |

| 10 septembrie 2023 11:00 | CSM Roman         | 35 - 25 | HCF Piatra Neamț | Sala Polivalentă, Roman Arbitri: Armanu, Botezatu |
| 10 septembrie 2023 11:00 | I. Grigore, Loi 8 | (18-11) | Lg. Lazăr 8      | Sala Polivalentă, Roman Arbitri: Armanu, Botezatu |
| 10 septembrie 2023 11:00 | 4× 1×             | Cronica | 1×               | Sala Polivalentă, Roman Arbitri: Armanu, Botezatu |

| 11 septembrie 2022 15:30 | CSM Bacău               | 37 - 28 | CSM Făgăraș | Sala Sporturilor „Narcisa Lecușanu”, Bacău Arbitri: Bărgâuan, Nicolaevici |
| 11 septembrie 2022 15:30 | D. L. Bârsan, Todeilă 6 | (19-16) | Opriș 11    | Sala Sporturilor „Narcisa Lecușanu”, Bacău Arbitri: Bărgâuan, Nicolaevici |
| 11 septembrie 2022 15:30 | 8×                      | Cronica | 7× 2×       | Sala Sporturilor „Narcisa Lecușanu”, Bacău Arbitri: Bărgâuan, Nicolaevici |

CSM Galați a stat.

### Etapa II
| 17 septembrie 2023 12:00 | CSM Galați         | 38 - 32 | CSM Bacău       | Sala „Dunărea”, Galați Arbitri: Murariu, Tăbăcariu |
| 17 septembrie 2023 12:00 | Corban, Prescură 7 | (22-13) | Poiană-Țârdea 7 | Sala „Dunărea”, Galați Arbitri: Murariu, Tăbăcariu |
| 17 septembrie 2023 12:00 | 4× 1×              | Cronica | 5× 1×           | Sala „Dunărea”, Galați Arbitri: Murariu, Tăbăcariu |

| 17 septembrie 2023 16:00 | CSM Iași 2020 | 42 - 23 | CSM Roman       | Sala LPS, Iași Arbitri: Basso, Tofan |
| 17 septembrie 2023 16:00 | Juverdianu 8  | (22-10) | Basa, Macovei 5 | Sala LPS, Iași Arbitri: Basso, Tofan |
| 17 septembrie 2023 16:00 | 6× 1×         | Cronica | 4× 2×           | Sala LPS, Iași Arbitri: Basso, Tofan |

| 18 septembrie 2022 16:00 | CSM Făgăraș | 29 - 21 | CS Știința Bacău | Sala Colegiului „Radu Negru”, Făgăraș Arbitri: Enache, Grădișteanu |
| 18 septembrie 2022 16:00 | Opriș 9     | (10-10) | Georgescu 7      | Sala Colegiului „Radu Negru”, Făgăraș Arbitri: Enache, Grădișteanu |
| 18 septembrie 2022 16:00 | 6× 2×       | Cronica | 3× 1× 1×         | Sala Colegiului „Radu Negru”, Făgăraș Arbitri: Enache, Grădișteanu |

HCF Piatra Neamț a stat.

### Etapa III
| 23 septembrie 2023 13:00 | CS Știința Bacău | 15 - 39 | CSM Galați           | Sala Sporturilor „Narcisa Lecușanu”, Bacău Arbitri: Drăgan, Ionică |
| 23 septembrie 2023 13:00 | Georgescu 6      | (7-21)  | Andrița, Manolachi 7 | Sala Sporturilor „Narcisa Lecușanu”, Bacău Arbitri: Drăgan, Ionică |
| 23 septembrie 2023 13:00 | 2×               | Cronica | 6× 2×                | Sala Sporturilor „Narcisa Lecușanu”, Bacău Arbitri: Drăgan, Ionică |

| 24 septembrie 2023 11:00 | HCF Piatra Neamț      | 17 - 28 | CSM Iași 2020 | Sala Polivalentă, Piatra Neamț Arbitri: Chiriac, Vlasa |
| 24 septembrie 2023 11:00 | Lg. Lazăr, Mihăiasă 4 | (8-15)  | Bîță, Dincă 4 | Sala Polivalentă, Piatra Neamț Arbitri: Chiriac, Vlasa |
| 24 septembrie 2023 11:00 | 6× 1×                 | Cronica | 9× 2×         | Sala Polivalentă, Piatra Neamț Arbitri: Chiriac, Vlasa |

| 24 septembrie 2023 11:00 | CSM Roman              | 40 - 27 | CSM Făgăraș          | Sala Polivalentă, Roman Arbitri: Cojocaru, Gheorghiu |
| 24 septembrie 2023 11:00 | I. Grigore, Macovei 10 | (21-12) | Jiga, Opriș, Prună 6 | Sala Polivalentă, Roman Arbitri: Cojocaru, Gheorghiu |
| 24 septembrie 2023 11:00 | 4× 2×                  | Cronica | 3× 1×                | Sala Polivalentă, Roman Arbitri: Cojocaru, Gheorghiu |

CSM Bacău a stat.

### Etapa IV
| 6 octombrie 2023 17:00 | CSM Bacău       | 29 - 20 | CS Știința Bacău | Sala Sporturilor „Narcisa Lecușanu”, Bacău Arbitri: Foca, Horopciuc |
| 6 octombrie 2023 17:00 | Poiană-Țârdea 6 | (14-6)  | Buculei 7        | Sala Sporturilor „Narcisa Lecușanu”, Bacău Arbitri: Foca, Horopciuc |
| 6 octombrie 2023 17:00 | 6×              | Cronica | 1× 1×            | Sala Sporturilor „Narcisa Lecușanu”, Bacău Arbitri: Foca, Horopciuc |

| 8 octombrie 2023 12:00 | CSM Galați           | 42 - 30 | CSM Roman               | Sala „Dunărea”, Galați Arbitri: Cazan, Suliman |
| 8 octombrie 2023 12:00 | Andrița, Manolachi 6 | (21-9)  | I. Grigore, Ungureanu 7 | Sala „Dunărea”, Galați Arbitri: Cazan, Suliman |
| 8 octombrie 2023 12:00 | 3× 1×                | Cronica | 4× 1×                   | Sala „Dunărea”, Galați Arbitri: Cazan, Suliman |

| 8 octombrie 2022 13:00 | CSM Făgăraș | 30 - 21 | HCF Piatra Neamț | Sala Colegiului „Radu Negru”, Făgăraș Arbitri: Coroban, Horoba |
| 8 octombrie 2022 13:00 | Opriș 11    | (13-11) | Grigoraș 8       | Sala Colegiului „Radu Negru”, Făgăraș Arbitri: Coroban, Horoba |
| 8 octombrie 2022 13:00 | 6× 2×       | Cronica | 1× 2×            | Sala Colegiului „Radu Negru”, Făgăraș Arbitri: Coroban, Horoba |

CSM Iași 2020 a stat.

### Etapa V
| 29 octombrie 2023 11:00 | HCF Piatra Neamț | 23 - 33 | CSM Galați | Sala Polivalentă, Piatra Neamț Arbitri: Chiriac, Vlasa |
| 29 octombrie 2023 11:00 | Dumitriu 12      | (10-15) | Corban 8   | Sala Polivalentă, Piatra Neamț Arbitri: Chiriac, Vlasa |
| 29 octombrie 2023 11:00 | 2×               | Cronica | 5× 1×      | Sala Polivalentă, Piatra Neamț Arbitri: Chiriac, Vlasa |

| 29 octombrie 2023 11:00 | CSM Roman | 28 - 24 | CSM Bacău       | Sala Polivalentă, Roman Arbitri: Bărgâuan, Nicolaevici |
| 29 octombrie 2023 11:00 | Creangă 8 | (13-11) | Poiană-Țârdea 9 | Sala Polivalentă, Roman Arbitri: Bărgâuan, Nicolaevici |
| 29 octombrie 2023 11:00 | 10× 1×    | Cronica | 9× 1× 1×        | Sala Polivalentă, Roman Arbitri: Bărgâuan, Nicolaevici |

| 29 octombrie 2023 15:30 | CSM Iași 2020 | 40 - 19 | CSM Făgăraș | Sala LPS, Iași Arbitri: Paraschiv, Stoian |
| 29 octombrie 2023 15:30 | Prelević 9    | (25-5)  | Hăgeanu 6   | Sala LPS, Iași Arbitri: Paraschiv, Stoian |
| 29 octombrie 2023 15:30 | 6×            | Cronica | 1×          | Sala LPS, Iași Arbitri: Paraschiv, Stoian |

CS Știința Bacău a stat.

### Etapa VI
| 9 noiembrie 2023 14:00 | CS Știința Bacău | 18 - 35 | CSM Roman | Sala Sporturilor „Narcisa Lecușanu”, Bacău Arbitri: Nicolaevici, Poenaru |
| 9 noiembrie 2023 14:00 | Sandulachi 6     | (6-20)  | Macovei 6 | Sala Sporturilor „Narcisa Lecușanu”, Bacău Arbitri: Nicolaevici, Poenaru |
| 9 noiembrie 2023 14:00 | 2×               | Cronica | 4× 2×     | Sala Sporturilor „Narcisa Lecușanu”, Bacău Arbitri: Nicolaevici, Poenaru |

| 12 noiembrie 2023 11:30 | CSM Bacău | 28 - 23 | HCF Piatra Neamț | Sala Sporturilor „Narcisa Lecușanu”, Bacău Arbitri: Drăgan, Ionică |
| 12 noiembrie 2023 11:30 | Todeilă 7 | (16-15) | Nica 7           | Sala Sporturilor „Narcisa Lecușanu”, Bacău Arbitri: Drăgan, Ionică |
| 12 noiembrie 2023 11:30 | 6× 1× 1×  | Cronica | 5× 1×            | Sala Sporturilor „Narcisa Lecușanu”, Bacău Arbitri: Drăgan, Ionică |

| 12 noiembrie 2023 12:00 | CSM Galați | 25 - 23 | CSM Iași 2020 | Sala „Siderurgistul”, Galați Arbitri: Manafu, Pavel |
| 12 noiembrie 2023 12:00 | Andrița 8  | (14-12) | Olaru 6       | Sala „Siderurgistul”, Galați Arbitri: Manafu, Pavel |
| 12 noiembrie 2023 12:00 | Cronica    |         |               | Sala „Siderurgistul”, Galați Arbitri: Manafu, Pavel |

CSM Făgăraș a stat.

### Etapa VII
| 23 ianuarie 2024 17:00 | CSM Iași 2020 | 35 - 25 | CSM Bacău                    | Sala Polivalentă „Dan Constantin”, Iași Arbitri: Bărgâuan, Nicolaevici |
| 23 ianuarie 2024 17:00 | Șerban 7      | (18-14) | D. L. Bârsan, D. E. Bârsan 5 | Sala Polivalentă „Dan Constantin”, Iași Arbitri: Bărgâuan, Nicolaevici |
| 23 ianuarie 2024 17:00 | 4× 1×         | Cronica | 3×                           | Sala Polivalentă „Dan Constantin”, Iași Arbitri: Bărgâuan, Nicolaevici |

| 25 ianuarie 2024 15:30 | HCF Piatra Neamț | 32 - 18 | CS Știința Bacău     | Sala Polivalentă, Piatra Neamț Arbitri: Constantin, S. Roibu |
| 25 ianuarie 2024 15:30 | Ioniță 13        | (18-9)  | Georgescu, Motriuc 6 | Sala Polivalentă, Piatra Neamț Arbitri: Constantin, S. Roibu |
| 25 ianuarie 2024 15:30 | Cronica          |         |                      | Sala Polivalentă, Piatra Neamț Arbitri: Constantin, S. Roibu |

| 25 ianuarie 2024 18:00 | CSM Făgăraș       | 20 - 36 | CSM Galați | Sala Colegiului „Radu Negru”, Făgăraș Arbitri: Babău, A. Roibu |
| 25 ianuarie 2024 18:00 | Hăgeanu, Negrea 4 | (11-21) | Corban 7   | Sala Colegiului „Radu Negru”, Făgăraș Arbitri: Babău, A. Roibu |
| 25 ianuarie 2024 18:00 | 1× 3×             | Cronica | 6× 3× 1×   | Sala Colegiului „Radu Negru”, Făgăraș Arbitri: Babău, A. Roibu |

CSM Roman a stat.
| Clasament valabil pe 25 ianuarie 2024, la finalul turului. \| Poz. \| Echipa \| J \| V \| E \| Î \| GM \| GP \| DG \| P \| \| ---- \| ---------------- \| - \| - \| - \| - \| --- \| --- \| ---- \| -- \| \| 1 \| CSM Galați \| 6 \| 6 \| 0 \| 0 \| 213 \| 143 \| + 70 \| 18 \| \| 2 \| CSM Iași 2020 \| 6 \| 5 \| 0 \| 1 \| 209 \| 125 \| + 84 \| 15 \| \| 3 \| CSM Roman \| 6 \| 4 \| 0 \| 2 \| 191 \| 178 \| + 13 \| 12 \| \| 4 \| CSM Bacău \| 6 \| 3 \| 0 \| 3 \| 175 \| 172 \| + 3 \| 9 \| \| 5 \| CSM Făgăraș \| 6 \| 2 \| 0 \| 4 \| 153 \| 195 \| – 42 \| 6 \| \| 6 \| HCF Piatra Neamț \| 6 \| 1 \| 0 \| 5 \| 141 \| 172 \| – 31 \| 3 \| \| 7 \| CS Știința Bacău \| 6 \| 0 \| 0 \| 6 \| 108 \| 205 \| – 97 \| 0 \| |                  |   |   |   |   |     |     |      |    |
| Poz. | Echipa           | J | V | E | Î | GM  | GP  | DG   | P  |
| 1 | CSM Galați       | 6 | 6 | 0 | 0 | 213 | 143 | + 70 | 18 |
| 2 | CSM Iași 2020    | 6 | 5 | 0 | 1 | 209 | 125 | + 84 | 15 |
| 3 | CSM Roman        | 6 | 4 | 0 | 2 | 191 | 178 | + 13 | 12 |
| 4 | CSM Bacău        | 6 | 3 | 0 | 3 | 175 | 172 | + 3  | 9  |
| 5 | CSM Făgăraș      | 6 | 2 | 0 | 4 | 153 | 195 | – 42 | 6  |
| 6 | HCF Piatra Neamț | 6 | 1 | 0 | 5 | 141 | 172 | – 31 | 3  |
| 7 | CS Știința Bacău | 6 | 0 | 0 | 6 | 108 | 205 | – 97 | 0  |

### Rezultate în retur
Date oficiale publicate de Federația Română de Handbal

### Etapa VIII
| 28 ianuarie 2024 17:00 | CSM Făgăraș | 29 - 28 | CSM Bacău       | Sala Colegiului „Radu Negru”, Făgăraș Arbitri: Chiriac, Vlasa |
| 28 ianuarie 2024 17:00 | Jiga 9      | (14-16) | Poiană-Țârdea 6 | Sala Colegiului „Radu Negru”, Făgăraș Arbitri: Chiriac, Vlasa |
| 28 ianuarie 2024 17:00 | 5× 2×       | Cronica | 5× 2×           | Sala Colegiului „Radu Negru”, Făgăraș Arbitri: Chiriac, Vlasa |

| 28 ianuarie 2024 15:30 | HCF Piatra Neamț | 19 - 24 | CSM Roman           | Sala Polivalentă, Piatra Neamț Arbitri: Armanu, Botezatu |
| 28 ianuarie 2024 15:30 | Lg. Lazăr 8      | (11-14) | Neamțu, Ungureanu 5 | Sala Polivalentă, Piatra Neamț Arbitri: Armanu, Botezatu |
| 28 ianuarie 2024 15:30 | 2× 2×            | Cronica | 1× 2×               | Sala Polivalentă, Piatra Neamț Arbitri: Armanu, Botezatu |

| 30 ianuarie 2024 18:00 | CSM Iași 2020 | 38 - 11 | CS Știința Bacău | Sala Polivalentă „Dan Constantin Irimiciuc”, Iași Arbitri: Grădinaru, Vișan |
| 30 ianuarie 2024 18:00 | Stanca 8      | (20-5)  | Georgescu 5      | Sala Polivalentă „Dan Constantin Irimiciuc”, Iași Arbitri: Grădinaru, Vișan |
| 30 ianuarie 2024 18:00 |               | Cronica | 3× 1× 1×         | Sala Polivalentă „Dan Constantin Irimiciuc”, Iași Arbitri: Grădinaru, Vișan |

CSM Galați a stat.

### Etapa IX
| 4 februarie 2024 10:30 | CS Știința Bacău | 22 - 31 | CSM Făgăraș | Sala Sporturilor „Narcisa Lecușanu”, Bacău Arbitri: Stoian, Paraschiv |
| 4 februarie 2024 10:30 | Petrișor 10      | (13-19) | Virag 8     | Sala Sporturilor „Narcisa Lecușanu”, Bacău Arbitri: Stoian, Paraschiv |
| 4 februarie 2024 10:30 | 4× 1×            | Cronica | 5×          | Sala Sporturilor „Narcisa Lecușanu”, Bacău Arbitri: Stoian, Paraschiv |

| 4 februarie 2024 11:00 | CSM Roman | 18 - 32 | CSM Iași 2020  | Sala Polivalentă, Roman Arbitri: Avădani, Popovici |
| 4 februarie 2024 11:00 | Creangă 6 | (5-16)  | Lima, Stanca 5 | Sala Polivalentă, Roman Arbitri: Avădani, Popovici |
| 4 februarie 2024 11:00 | 5× 1×     | Cronica | 5× 1×          | Sala Polivalentă, Roman Arbitri: Avădani, Popovici |

| 4 februarie 2024 12:30 | CSM Bacău | 21 - 34 | CSM Galați   | Sala Sporturilor „Narcisa Lecușanu”, Bacău Arbitri: Agliceriu, Turdean |
| 4 februarie 2024 12:30 | Vlad 5    | (8-16)  | C. Andrița 8 | Sala Sporturilor „Narcisa Lecușanu”, Bacău Arbitri: Agliceriu, Turdean |
| 4 februarie 2024 12:30 | 4×        | Cronica | 6× 1× 1×     | Sala Sporturilor „Narcisa Lecușanu”, Bacău Arbitri: Agliceriu, Turdean |

HCF Piatra Neamț a stat.

### Etapa X
| 11 februarie 2024 12:00 | CSM Făgăraș | 24 - 32 | CSM Roman | Sala Colegiului „Radu Negru”, Făgăraș Arbitri: Ramba, Ungar |
| 11 februarie 2024 12:00 | Virag 9     | (9-16)  | Creangă 7 | Sala Colegiului „Radu Negru”, Făgăraș Arbitri: Ramba, Ungar |
| 11 februarie 2024 12:00 | 5× 1×       | Cronica | 7× 1×     | Sala Colegiului „Radu Negru”, Făgăraș Arbitri: Ramba, Ungar |

| 11 februarie 2024 12:30 | CSM Galați          | 49 - 10 | CS Știința Bacău                | Sala „Dunărea”, Galați Arbitri: Enache, Grădișteanu |
| 11 februarie 2024 12:30 | Chiriac, Frăsinel 9 | (24-6)  | Motriuc, Petrișor, Sandulachi 2 | Sala „Dunărea”, Galați Arbitri: Enache, Grădișteanu |
| 11 februarie 2024 12:30 | 1×                  | Cronica | 1× 1×                           | Sala „Dunărea”, Galați Arbitri: Enache, Grădișteanu |

| 11 februarie 2024 17:00 | CSM Iași 2020 | 39 - 20 | HCF Piatra Neamț | Sala Polivalentă „Dan Constantin Irimiciuc”, Iași Arbitri: Lucaci, Mamciuc |
| 11 februarie 2024 17:00 | Mitrache 6    | (22-7)  | Mihăiasă 9       | Sala Polivalentă „Dan Constantin Irimiciuc”, Iași Arbitri: Lucaci, Mamciuc |
| 11 februarie 2024 17:00 | 1× 1×         | Cronica | 3× 1×            | Sala Polivalentă „Dan Constantin Irimiciuc”, Iași Arbitri: Lucaci, Mamciuc |

CSM Bacău a stat.

### Etapa XI
| 9 martie 2024 12:00 | CS Știința Bacău | 23 - 37 | CSM Bacău | Sala Sporturilor „Narcisa Lecușanu”, Bacău Arbitri: Maciornea, Moisiuc |
| 9 martie 2024 12:00 | Petrișor 10      | (12-22) | Vlad 10   | Sala Sporturilor „Narcisa Lecușanu”, Bacău Arbitri: Maciornea, Moisiuc |
| 9 martie 2024 12:00 | 1× 1×            | Cronica | 5× 1×     | Sala Sporturilor „Narcisa Lecușanu”, Bacău Arbitri: Maciornea, Moisiuc |

| 10 martie 2024 11:00 | HCF Piatra Neamț | 23 - 22 | CSM Făgăraș | Sala Polivalentă, Piatra Neamț Arbitri: Constantin, Roibu |
| 10 martie 2024 11:00 | Roșca 7          | (11-10) | Virag 9     | Sala Polivalentă, Piatra Neamț Arbitri: Constantin, Roibu |
| 10 martie 2024 11:00 | 5× 2×            | Cronica | 6× 3× 2×    | Sala Polivalentă, Piatra Neamț Arbitri: Constantin, Roibu |

| 10 martie 2024 11:00 | CSM Roman    | 23 - 42 | CSM Galați          | Sala Polivalentă, Roman Arbitri: Bărgâuan, Nicolaevici |
| 10 martie 2024 11:00 | Ungureanu 10 | (10-19) | Andrița, Radayeva 6 | Sala Polivalentă, Roman Arbitri: Bărgâuan, Nicolaevici |
| 10 martie 2024 11:00 | 1× 2×        | Cronica | 7× 2×               | Sala Polivalentă, Roman Arbitri: Bărgâuan, Nicolaevici |

CSM Iași 2020 a stat.

### Etapa XII
| 17 martie 2024 12:00 | CSM Galați | 34 - 19 | HCF Piatra Neamț | Sala „Dunărea”, Galați Arbitri: Armanu, Botezatu |
| 17 martie 2024 12:00 | Radayeva 5 | (14-11) | Grigoraș 5       | Sala „Dunărea”, Galați Arbitri: Armanu, Botezatu |
| 17 martie 2024 12:00 | 2× 1×      | Cronica | 5× 1×            | Sala „Dunărea”, Galați Arbitri: Armanu, Botezatu |

| 17 martie 2024 16:00 | CSM Făgăraș | 16 - 29 | CSM Iași 2020 | Sala Colegiului „Radu Negru”, Făgăraș Arbitri: Chiriac, Cordescu |
| 17 martie 2024 16:00 | Jiga 5      | (7-17)  | Cârligeanu 6  | Sala Colegiului „Radu Negru”, Făgăraș Arbitri: Chiriac, Cordescu |
| 17 martie 2024 16:00 | 1×          | Cronica | 5× 2×         | Sala Colegiului „Radu Negru”, Făgăraș Arbitri: Chiriac, Cordescu |

| 19 martie 2024 17:30 | CSM Bacău       | 19 - 19 | CSM Roman | Sala Sporturilor „Narcisa Lecușanu”, Bacău Arbitri: Bălan, Savin |
| 19 martie 2024 17:30 | Poiană-Țârdea 4 | (11-9)  | Adin 5    | Sala Sporturilor „Narcisa Lecușanu”, Bacău Arbitri: Bălan, Savin |
| 19 martie 2024 17:30 | 5× 3×           | Cronica | 4× 1× 1×  | Sala Sporturilor „Narcisa Lecușanu”, Bacău Arbitri: Bălan, Savin |

CS Știința Bacău a stat.

### Etapa XIII
| 22 martie 2024 14:00 | CSM Roman | 35 - 19 | CS Știința Bacău | Sala Polivalentă, Roman Arbitri: Nicolaevici, Poenaru |
| 22 martie 2024 14:00 | (16-8)    |         |                  | Sala Polivalentă, Roman Arbitri: Nicolaevici, Poenaru |
| 22 martie 2024 14:00 | Cronica   |         |                  | Sala Polivalentă, Roman Arbitri: Nicolaevici, Poenaru |

| 24 martie 2024 11:00 | HCF Piatra Neamț | 22 - 23 | CSM Bacău       | Sala Polivalentă, Piatra Neamț Arbitri: Drăgan, Ionică |
| 24 martie 2024 11:00 | Dumitriu 7       | (11-12) | Poiană-Țârdea 7 | Sala Polivalentă, Piatra Neamț Arbitri: Drăgan, Ionică |
| 24 martie 2024 11:00 | 4× 2×            | Cronica | 2× 2×           | Sala Polivalentă, Piatra Neamț Arbitri: Drăgan, Ionică |

| 24 martie 2024 17:00 | CSM Iași 2020          | 21 - 19 | CSM Galați               | Sala Polivalentă „Dan Constantin Irimiciuc”, Iași Arbitri: Manafu, Pavel |
| 24 martie 2024 17:00 | Lima, Mitrache, Bîță 4 | (10-9)  | Andrița, Ichim, Sablić 4 | Sala Polivalentă „Dan Constantin Irimiciuc”, Iași Arbitri: Manafu, Pavel |
| 24 martie 2024 17:00 | 2× 1×                  | Cronica | 3× 1×                    | Sala Polivalentă „Dan Constantin Irimiciuc”, Iași Arbitri: Manafu, Pavel |

CSM Făgăraș a stat.

### Etapa XIV
| 20 aprilie 2024 12:00 | CSM Galați        | 46 - 11 | CSM Făgăraș | Sala „Dunărea”, Galați Arbitri: Murariu, Tăbăcariu |
| 20 aprilie 2024 12:00 | Ichim, Radayeva 7 | (24-4)  | Virag 4     | Sala „Dunărea”, Galați Arbitri: Murariu, Tăbăcariu |
| 20 aprilie 2024 12:00 | 2×                | Cronica | 1×          | Sala „Dunărea”, Galați Arbitri: Murariu, Tăbăcariu |

| 21 aprilie 2024 10:00 | CS Știința Bacău | 15 - 30 | HCF Piatra Neamț | Sala Sporturilor „Narcisa Lecușanu”, Bacău Arbitri: Cojocaru, Gheorghiu |
| 21 aprilie 2024 10:00 | Sandulachi 6     | (9-13)  | Dumitriu 10      | Sala Sporturilor „Narcisa Lecușanu”, Bacău Arbitri: Cojocaru, Gheorghiu |
| 21 aprilie 2024 10:00 | 4× 2×            | Cronica | 1× 3×            | Sala Sporturilor „Narcisa Lecușanu”, Bacău Arbitri: Cojocaru, Gheorghiu |

| 21 aprilie 2024 12:00 | CSM Bacău        | 19 - 37 | CSM Iași 2020 | Sala Sporturilor „Narcisa Lecușanu”, Bacău Arbitri: Lucaci, Mamciuc |
| 21 aprilie 2024 12:00 | Poiană-Țârdea 10 | (9-18)  | Cârligeanu 7  | Sala Sporturilor „Narcisa Lecușanu”, Bacău Arbitri: Lucaci, Mamciuc |
| 21 aprilie 2024 12:00 | 5× 2×            | Cronica | 4×            | Sala Sporturilor „Narcisa Lecușanu”, Bacău Arbitri: Lucaci, Mamciuc |

CSM Roman a stat.

## Seria C

### Clasament
|  | Echipe care au participat la turneul final |
|  | Echipă retrasă din Divizia A               |

Modificat pe 25 ianuarie 2024, după retragerea CS Arena Târgu Mureș din Divizia A și anularea rezultatelor din meciurile susținute de aceasta;2)

Clasament valabil pe 21 aprilie 2024.
| Poz. | Echipa                     | J  | V  | E | Î | GM  | GP  | DG    | P   |
| ---- | -------------------------- | -- | -- | - | - | --- | --- | ----- | --- |
| 1    | CSM Deva                   | 10 | 10 | 0 | 0 | 330 | 197 | + 133 | 30  |
| 2    | „U” Cluj                   | 10 | 7  | 0 | 3 | 313 | 256 | + 57  | 21  |
| 3    | ACS „Liviu Rebreanu” Turda | 10 | 6  | 0 | 4 | 288 | 278 | + 10  | 18  |
| 4    | CS Universitar Oradea      | 10 | 4  | 0 | 6 | 255 | 283 | – 28  | 12  |
| 5    | CS Universitatea Reșița    | 10 | 2  | 1 | 7 | 259 | 341 | – 82  | 7   |
| 6    | CSU de Vest Timișoara      | 10 | 0  | 1 | 9 | 220 | 310 | – 90  | 1   |
| 7    | CS Arena Târgu Mureș1)2)   | 5  | 0  | 0 | 5 | 98  | 171 | – 73  | – 3 |

1) CS Arena Târgu Mureș a fost penalizată cu 3 puncte pentru neprezentare.
2) CS Arena Târgu Mureș s-a retras din campionat începând cu data de 25 ianuarie 2024. Potrivit Regulamentului de desfășurare a Diviziei A de handbal feminin sezonul competițional 2023-2024 și a Regulamentului de organizare și desfășurare a competițiilor naționale de handbal rezultatele din meciurile susținute de CS Arena Târgu Mureș au fost anulate iar adversarele din acele meciuri se consideră că au stat. Contractele încheiate de CS Arena Târgu Mureș cu sportivele și antrenorii și-au încetat valabilitatea, aceștia putându-se transfera la alte echipe. Comisia Centrală de Disciplină a decis sancționarea CS Arena Târgu Mureș cu o penalitate pecuniară de 3 000 lei.

### Rezultate în tur
Date oficiale publicate de Federația Română de Handbal

### Etapa I
| 9 septembrie 2023 12:00 | CSU de Vest Timișoara | 20 - 29 | CS Universitar Oradea | Sala Sporturilor „Constantin Jude”, Timișoara Arbitri: B. Chiriac, Cordescu |
| 9 septembrie 2023 12:00 | Drăgan 7              | (9-16)  | Leș 5                 | Sala Sporturilor „Constantin Jude”, Timișoara Arbitri: B. Chiriac, Cordescu |
| 9 septembrie 2023 12:00 | 9×                    | Cronica | 10× 2×                | Sala Sporturilor „Constantin Jude”, Timișoara Arbitri: B. Chiriac, Cordescu |

| 10 septembrie 2023 | CSM Deva | 10 – 0 | CS Arena Târgu Mureș | Sala Sporturilor, Deva |
| 10 septembrie 2023 | Cronica  |        |                      | Sala Sporturilor, Deva |
| 10 septembrie 2023 |          |        |                      | Sala Sporturilor, Deva |

| 10 septembrie 2023 16:00 | ACS „Liviu Rebreanu” Turda | 31 - 30 | „U” Cluj              | Sala de Sport „Gheorghe Barițiu”, Turda Arbitri: D. Chiriac, Vlasa |
| 10 septembrie 2023 16:00 | Mózes 15                   | (13-15) | Crețu, Ani-Senocico 7 | Sala de Sport „Gheorghe Barițiu”, Turda Arbitri: D. Chiriac, Vlasa |
| 10 septembrie 2023 16:00 | 3× 1×                      | Cronica | 2× 1×                 | Sala de Sport „Gheorghe Barițiu”, Turda Arbitri: D. Chiriac, Vlasa |

CS Universitatea Reșița a stat.

### Etapa II
| 17 septembrie 2023 12:00 | CS Universitar Oradea | 16 - 26 | CSM Deva | Sala de Jocuri Sportive a Universității, Oradea Arbitri: Tătăru, Văcariu |
| 17 septembrie 2023 12:00 | Argyelan 4            | (8-10)  | Florea 6 | Sala de Jocuri Sportive a Universității, Oradea Arbitri: Tătăru, Văcariu |
| 17 septembrie 2023 12:00 | 4×                    | Cronica | 7× 1×    | Sala de Jocuri Sportive a Universității, Oradea Arbitri: Tătăru, Văcariu |

| 17 septembrie 2023 13:00 | CS Universitatea Reșița | 28 – 28 | CSU de Vest Timișoara | Sala Sporturilor, Reșița Arbitri: Marii, Stegaru |
| 17 septembrie 2023 13:00 | Eremici 6               | (17-15) | Ludwig, Sîrbu 5       | Sala Sporturilor, Reșița Arbitri: Marii, Stegaru |
| 17 septembrie 2023 13:00 | 3× 1× 1×                | Cronica | 5× 1×                 | Sala Sporturilor, Reșița Arbitri: Marii, Stegaru |

| 19 septembrie 2023 16:00 | CS Arena Târgu Mureș | 23 - 40 | ACS „Liviu Rebreanu” Turda | Sala Polivalentă, Târgu Mureș Arbitri: Pavel, Pențea |
| 19 septembrie 2023 16:00 | Ördög 11             | (11-19) | T. Damian 11               | Sala Polivalentă, Târgu Mureș Arbitri: Pavel, Pențea |
| 19 septembrie 2023 16:00 | 3×                   | Cronica | 5×                         | Sala Polivalentă, Târgu Mureș Arbitri: Pavel, Pențea |

„U” Cluj a stat.

### Etapa III
| 24 septembrie 2023 11:00 | „U” Cluj | 45 - 25 | CS Arena Târgu Mureș | Sala Sporturilor „Horia Demian”, Cluj-Napoca Arbitri: F. Curtuia, S. Curtuia |
| 24 septembrie 2023 11:00 | Crețu 9  | (25-12) | Țifui 7              | Sala Sporturilor „Horia Demian”, Cluj-Napoca Arbitri: F. Curtuia, S. Curtuia |
| 24 septembrie 2023 11:00 | 2× 1×    | Cronica | 3× 1×                | Sala Sporturilor „Horia Demian”, Cluj-Napoca Arbitri: F. Curtuia, S. Curtuia |

| 24 septembrie 2023 11:00 | CSM Deva | 47 - 17 | CS Universitatea Reșița | Sala Sporturilor, Deva Arbitri: Răducan, Török |
| 24 septembrie 2023 11:00 | Tetean 8 | (24-10) | V. Leuștean 5           | Sala Sporturilor, Deva Arbitri: Răducan, Török |
| 24 septembrie 2023 11:00 | 5× 1×    | Cronica | 1× 1×                   | Sala Sporturilor, Deva Arbitri: Răducan, Török |

| 24 septembrie 2023 14:00 | ACS „Liviu Rebreanu” Turda | 32 - 28 | CS Universitar Oradea | Sala de Sport „Gheorghe Barițiu”, Turda Arbitri: Gherman, Moldovan |
| 24 septembrie 2023 14:00 | T. Damian 9                | (15-18) | Argyelan 8            | Sala de Sport „Gheorghe Barițiu”, Turda Arbitri: Gherman, Moldovan |
| 24 septembrie 2023 14:00 | 7× 1× 1×                   | Cronica | 8× 1× 1×              | Sala de Sport „Gheorghe Barițiu”, Turda Arbitri: Gherman, Moldovan |

CSU de Vest Timișoara a stat.

### Etapa IV
| 5 octombrie 2023 15:00 | CS Universitatea Reșița | 32 - 38 | ACS „Liviu Rebreanu” Turda | Sala Sporturilor, Reșița Arbitri: Baghiu, Fiscu |
| 5 octombrie 2023 15:00 | Leuștean 7              | (17-19) | T. Damian 14               | Sala Sporturilor, Reșița Arbitri: Baghiu, Fiscu |
| 5 octombrie 2023 15:00 | 5×                      | Cronica | 8×                         | Sala Sporturilor, Reșița Arbitri: Baghiu, Fiscu |

| 8 octombrie 2023 12:00 | CS Universitar Oradea | 27 - 38 | „U” Cluj  | Sala de Jocuri Sportive a Universității, Oradea Arbitri: Belean, Hendrea |
| 8 octombrie 2023 12:00 | Argyelan 11           | (14-18) | Șerban 11 | Sala de Jocuri Sportive a Universității, Oradea Arbitri: Belean, Hendrea |
| 8 octombrie 2023 12:00 | 3× 1×                 | Cronica | 9× 2×     | Sala de Jocuri Sportive a Universității, Oradea Arbitri: Belean, Hendrea |

| 8 octombrie 2023 13:00 | CSU de Vest Timișoara | 14 - 29 | CSM Deva   | Sala UVT, Timișoara Arbitri: Ardelean, Botez |
| 8 octombrie 2023 13:00 | Drăgan 5              | (6-17)  | Croitoru 6 | Sala UVT, Timișoara Arbitri: Ardelean, Botez |
| 8 octombrie 2023 13:00 | 4× 1×                 | Cronica | 5× 1×      | Sala UVT, Timișoara Arbitri: Ardelean, Botez |

CS Arena Târgu Mureș a stat.

### Etapa V
| 28 octombrie 2023 12:00 | „U” Cluj  | 36 - 21 | CS Universitatea Reșița | Sala Sporturilor „Horia Demian”, Cluj-Napoca Arbitri: Apostu, Chinde |
| 28 octombrie 2023 12:00 | Șerban 12 | (19-10) | Radosavlevici 6         | Sala Sporturilor „Horia Demian”, Cluj-Napoca Arbitri: Apostu, Chinde |
| 28 octombrie 2023 12:00 | 3× 1×     | Cronica | 8×                      | Sala Sporturilor „Horia Demian”, Cluj-Napoca Arbitri: Apostu, Chinde |

| 29 octombrie 2023 13:00 | ACS „Liviu Rebreanu” Turda | 30 - 20 | CSU de Vest Timișoara | Sala de Sport „Gheorghe Barițiu”, Turda Arbitri: Horincar, Rus |
| 29 octombrie 2023 13:00 | T. Damian, Mózes 6         | (15-7)  | Drăgan 6              | Sala de Sport „Gheorghe Barițiu”, Turda Arbitri: Horincar, Rus |
| 29 octombrie 2023 13:00 | 7× 1×                      | Cronica | 4× 2×                 | Sala de Sport „Gheorghe Barițiu”, Turda Arbitri: Horincar, Rus |

| 1 noiembrie 2023 15:00 | CS Arena Târgu Mureș | 29 - 40 | CS Universitar Oradea | Sala Polivalentă, Târgu Mureș Arbitri: Baghiu, Fiscu |
| 1 noiembrie 2023 15:00 | Adam 8               | (10-19) | Abodi 7               | Sala Polivalentă, Târgu Mureș Arbitri: Baghiu, Fiscu |
| 1 noiembrie 2023 15:00 | 2× 1×                | Cronica | 5× 2×                 | Sala Polivalentă, Târgu Mureș Arbitri: Baghiu, Fiscu |

CSM Deva a stat.

### Etapa VI
| 11 noiembrie 2023 17:00 | CSM Deva | 30 - 24 | ACS „Liviu Rebreanu” Turda | Sala Sporturilor, Deva Arbitri: Gurbina, Stanciu |
| 11 noiembrie 2023 17:00 | Florea 6 | (14-12) | T. Damian 8                | Sala Sporturilor, Deva Arbitri: Gurbina, Stanciu |
| 11 noiembrie 2023 17:00 | 5× 1×    | Cronica | 2× 1×                      | Sala Sporturilor, Deva Arbitri: Gurbina, Stanciu |

| 12 noiembrie 2023 15:00 | CS Universitatea Reșița | 36 - 21 | CS Arena Târgu Mureș | Sala Sporturilor, Reșița Arbitri: Constantinescu, Lascu |
| 12 noiembrie 2023 15:00 | Bledea 7                | (20-13) | Ördög 6              | Sala Sporturilor, Reșița Arbitri: Constantinescu, Lascu |
| 12 noiembrie 2023 15:00 | 6× 1×                   | Cronica | 2× 1×                | Sala Sporturilor, Reșița Arbitri: Constantinescu, Lascu |

| 12 noiembrie 2023 13:00 | CSU de Vest Timișoara  | 22 - 32 | „U” Cluj  | Sala UVT, Timișoara Arbitri: Beica, Dodu |
| 12 noiembrie 2023 13:00 | Bilan, Drăgan, Sîrbu 4 | (11-14) | Șerban 11 | Sala UVT, Timișoara Arbitri: Beica, Dodu |
| 12 noiembrie 2023 13:00 | 6× 1×                  | Cronica | 5×        | Sala UVT, Timișoara Arbitri: Beica, Dodu |

CS Universitar Oradea a stat.
| CS Arena Târgu Mureș s-a retras din campionat începând cu data de 25 ianuarie 2024. Potrivit Regulamentului de desfășurare a Diviziei A de handbal feminin sezonul competițional 2023-2024 și a Regulamentului de organizare și desfășurare a competițiilor naționale de handbal rezultatele din meciurile susținute de CS Arena Târgu Mureș au fost anulate iar adversarele din acele meciuri se consideră că au stat. Contractele încheiate de CS Arena Târgu Mureș cu sportivele și antrenorii și-au încetat valabilitatea, aceștia putându-se transfera la alte echipe. Comisia Centrală de Disciplină a decis sancționarea CS Arena Târgu Mureș cu o penalitate pecuniară de 3 000 lei. Clasament valabil pe 25 ianuarie 2024, înaintea retragerii din campionat a echipei CS Arena Târgu Mureș și anularea rezultatelor din meciurile susținute de aceasta.2) \| Poz. \| Echipa \| J \| V \| E \| Î \| GM \| GP \| DG \| P \| \| ---- \| -------------------------- \| - \| - \| - \| - \| --- \| --- \| ---- \| --- \| \| 1 \| CSM Deva \| 5 \| 5 \| 0 \| 0 \| 142 \| 71 \| + 71 \| 15 \| \| 2 \| ACS „Liviu Rebreanu” Turda \| 6 \| 5 \| 0 \| 1 \| 195 \| 163 \| + 32 \| 15 \| \| 3 \| „U” Cluj \| 5 \| 4 \| 0 \| 1 \| 181 \| 126 \| + 55 \| 12 \| \| 4 \| CS Universitar Oradea \| 5 \| 2 \| 0 \| 3 \| 140 \| 145 \| – 5 \| 6 \| \| 5 \| CS Universitatea Reșița \| 5 \| 1 \| 1 \| 3 \| 134 \| 170 \| – 36 \| 4 \| \| 6 \| CSU de Vest Timișoara \| 5 \| 0 \| 1 \| 4 \| 104 \| 148 \| – 44 \| 1 \| \| 7 \| CS Arena Târgu Mureș1) \| 5 \| 0 \| 0 \| 5 \| 98 \| 171 \| – 73 \| – 3 \| 1) CS Arena Târgu Mureș a fost penalizată cu 3 puncte pentru neprezentare. |                            |   |   |   |   |     |     |      |     |
| Poz. | Echipa                     | J | V | E | Î | GM  | GP  | DG   | P   |
| 1 | CSM Deva                   | 5 | 5 | 0 | 0 | 142 | 71  | + 71 | 15  |
| 2 | ACS „Liviu Rebreanu” Turda | 6 | 5 | 0 | 1 | 195 | 163 | + 32 | 15  |
| 3 | „U” Cluj                   | 5 | 4 | 0 | 1 | 181 | 126 | + 55 | 12  |
| 4 | CS Universitar Oradea      | 5 | 2 | 0 | 3 | 140 | 145 | – 5  | 6   |
| 5 | CS Universitatea Reșița    | 5 | 1 | 1 | 3 | 134 | 170 | – 36 | 4   |
| 6 | CSU de Vest Timișoara      | 5 | 0 | 1 | 4 | 104 | 148 | – 44 | 1   |
| 7 | CS Arena Târgu Mureș1)     | 5 | 0 | 0 | 5 | 98  | 171 | – 73 | – 3 |

### Etapa VII
| 25 ianuarie 2024 16:00 | CS Universitar Oradea | 34 - 30 | CS Universitatea Reșița | Sala de Jocuri Sportive a Universității, Oradea Arbitri: Ghiocel, Râpă |
| 25 ianuarie 2024 16:00 | Argyelan 10           | (15-18) | Voina 9                 | Sala de Jocuri Sportive a Universității, Oradea Arbitri: Ghiocel, Râpă |
| 25 ianuarie 2024 16:00 | 4× 2×                 | Cronica | 5× 2×                   | Sala de Jocuri Sportive a Universității, Oradea Arbitri: Ghiocel, Râpă |

| 25 ianuarie 2024 17:00 | „U” Cluj       | 25 - 28 | CSM Deva     | Sala Sporturilor „Horia Demian”, Cluj-Napoca Arbitri: Tătaru, Văcariu |
| 25 ianuarie 2024 17:00 | Ani-Senocico 9 | (15-17) | Diagouraga 9 | Sala Sporturilor „Horia Demian”, Cluj-Napoca Arbitri: Tătaru, Văcariu |
| 25 ianuarie 2024 17:00 | 3× 1×          | Cronica | 6× 1× 2×     | Sala Sporturilor „Horia Demian”, Cluj-Napoca Arbitri: Tătaru, Văcariu |

| 25 ianuarie 2024 | CS Arena Târgu Mureș | [ notă 2 ] | CSU de Vest Timișoara | Sala Polivalentă, Târgu Mureș |
| 25 ianuarie 2024 | Cronica              |            |                       | Sala Polivalentă, Târgu Mureș |
| 25 ianuarie 2024 |                      |            |                       | Sala Polivalentă, Târgu Mureș |

ACS „Liviu Rebreanu” Turda a stat.
|  | Echipă retrasă din Divizia A |

| Poz. | Echipa                     | J | V | E | Î | GM  | GP  | DG   | P   |
| ---- | -------------------------- | - | - | - | - | --- | --- | ---- | --- |
| 1    | CSM Deva                   | 5 | 5 | 0 | 0 | 160 | 96  | + 64 | 15  |
| 2    | ACS „Liviu Rebreanu” Turda | 5 | 4 | 0 | 1 | 155 | 140 | + 15 | 12  |
| 3    | „U” Cluj                   | 5 | 3 | 0 | 2 | 161 | 129 | + 32 | 9   |
| 4    | CS Universitar Oradea      | 5 | 2 | 0 | 3 | 134 | 146 | – 12 | 6   |
| 5    | CS Universitatea Reșița    | 5 | 0 | 1 | 4 | 128 | 183 | – 55 | 1   |
| 6    | CSU de Vest Timișoara      | 5 | 0 | 1 | 4 | 104 | 148 | – 44 | 1   |
| 7    | CS Arena Târgu Mureș1)2)   | 5 | 0 | 0 | 5 | 98  | 171 | – 73 | – 3 |

### Rezultate în retur
Date oficiale publicate de Federația Română de Handbal

### Etapa VIII
| 28 ianuarie 2024 12:00 | CS Universitar Oradea | 29 - 20 | CSU de Vest Timișoara | Sala de Jocuri Sportive a Universității, Oradea Arbitri: Pavel, Pențea |
| 28 ianuarie 2024 12:00 | Duțu 8                | (13-10) | Jeremic 5             | Sala de Jocuri Sportive a Universității, Oradea Arbitri: Pavel, Pențea |
| 28 ianuarie 2024 12:00 | 1× 2×                 | Cronica | 6× 2×                 | Sala de Jocuri Sportive a Universității, Oradea Arbitri: Pavel, Pențea |

| 28 ianuarie 2024 12:00 | „U” Cluj | 33 - 24 | ACS „Liviu Rebreanu” Turda | Sala Sporturilor „Horia Demian”, Cluj-Napoca Arbitri: Drăgănescu, Rădulescu |
| 28 ianuarie 2024 12:00 | Crețu 10 | (17-11) | Dascălu 9                  | Sala Sporturilor „Horia Demian”, Cluj-Napoca Arbitri: Drăgănescu, Rădulescu |
| 28 ianuarie 2024 12:00 | 7× 2× 1× | Cronica | 2×                         | Sala Sporturilor „Horia Demian”, Cluj-Napoca Arbitri: Drăgănescu, Rădulescu |

CS Universitatea Reșița și CSM Deva au stat.

### Etapa IX
| 4 februarie 2024 11:00 | CSM Deva | 42 - 17 | CS Universitar Oradea | Sala Sporturilor, Deva Arbitri: Marii, Stegaru |
| 4 februarie 2024 11:00 | Florea 7 | (23-9)  | Hercuț 5              | Sala Sporturilor, Deva Arbitri: Marii, Stegaru |
| 4 februarie 2024 11:00 | 7× 1×    | Cronica | 3× 1×                 | Sala Sporturilor, Deva Arbitri: Marii, Stegaru |

| 4 februarie 2024 12:00 | CSU de Vest Timișoara | 30 - 33 | CS Universitatea Reșița | Sala UVT, Timișoara Arbitri: Pipa, Suciu |
| 4 februarie 2024 12:00 | R. Gheorghe, Voicu 5  | (14-17) | Leuștean 9              | Sala UVT, Timișoara Arbitri: Pipa, Suciu |
| 4 februarie 2024 12:00 | 2×                    | Cronica | 5× 1×                   | Sala UVT, Timișoara Arbitri: Pipa, Suciu |

„U” Cluj și ACS „Liviu Rebreanu” Turda au stat.

### Etapa X
| 10 februarie 2024 13:00 | CS Universitar Oradea | 25 - 23 | ACS „Liviu Rebreanu” Turda | Sala de Jocuri Sportive a Universității, Oradea Arbitri: Apostu, Chinde |
| 10 februarie 2024 13:00 | Argyelan 8            | (13-10) | T. Damian, German 5        | Sala de Jocuri Sportive a Universității, Oradea Arbitri: Apostu, Chinde |
| 10 februarie 2024 13:00 | 8× 1×                 | Cronica | 6×                         | Sala de Jocuri Sportive a Universității, Oradea Arbitri: Apostu, Chinde |

| 11 februarie 2024 13:00 | CS Universitatea Reșița | 24 - 37 | CSM Deva     | Sala Sporturilor, Reșița Arbitri: Huzdup, Ivașcu |
| 11 februarie 2024 13:00 | Voina 11                | (11-19) | Diagouraga 6 | Sala Sporturilor, Reșița Arbitri: Huzdup, Ivașcu |
| 11 februarie 2024 13:00 | 7× 1×                   | Cronica | 7× 3× 1×     | Sala Sporturilor, Reșița Arbitri: Huzdup, Ivașcu |

CSU de Vest Timișoara și „U” Cluj au stat.

### Etapa XI
| 10 martie 2024 11:00 | ACS „Liviu Rebreanu” Turda | 32 - 27 | CS Universitatea Reșița | Sala de Sport „Gheorghe Barițiu”, Turda Arbitri: Chiriac, Vlasa |
| 10 martie 2024 11:00 | Scutaru 7                  | (16-10) | Dalea 6                 | Sala de Sport „Gheorghe Barițiu”, Turda Arbitri: Chiriac, Vlasa |
| 10 martie 2024 11:00 | 8× 1×                      | Cronica | 5× 1×                   | Sala de Sport „Gheorghe Barițiu”, Turda Arbitri: Chiriac, Vlasa |

| 10 martie 2024 11:00 | CSM Deva | 37 - 14 | CSU de Vest Timișoara | Sala Sporturilor, Deva Arbitri: Dosa, Ianu |
| 10 martie 2024 11:00 | Mózes 7  | (18-9)  | Drăgan, Racovițan 4   | Sala Sporturilor, Deva Arbitri: Dosa, Ianu |
| 10 martie 2024 11:00 | 2× 1×    | Cronica | 6× 2×                 | Sala Sporturilor, Deva Arbitri: Dosa, Ianu |

| 10 martie 2024 12:00 | „U” Cluj | 28 - 27 | CS Universitar Oradea | Sala Sporturilor „Horia Demian”, Cluj-Napoca Arbitri: Ifrim, Olisei |
| 10 martie 2024 12:00 | Șerban 8 | (20-15) | Abodi, Leș 4          | Sala Sporturilor „Horia Demian”, Cluj-Napoca Arbitri: Ifrim, Olisei |
| 10 martie 2024 12:00 | 2× 2×    | Cronica |                       | Sala Sporturilor „Horia Demian”, Cluj-Napoca Arbitri: Ifrim, Olisei |

### Etapa XII
| 17 martie 2024 12:00 | CS Universitatea Reșița | 23 - 36 | „U” Cluj              | Sala Complex Sportiv UBB, Reșița Arbitri: Constantinescu, Lascu |
| 17 martie 2024 12:00 | Voina 5                 | (14-16) | Ani-Senocico, Crețu 7 | Sala Complex Sportiv UBB, Reșița Arbitri: Constantinescu, Lascu |
| 17 martie 2024 12:00 | 1× 1×                   | Cronica | 4× 1×                 | Sala Complex Sportiv UBB, Reșița Arbitri: Constantinescu, Lascu |

| 17 martie 2024 13:00 | CSU de Vest Timișoara | 31 - 33 | ACS „Liviu Rebreanu” Turda | Sala UVT, Timișoara Arbitri: Crac, Mitru |
| 17 martie 2024 13:00 | Voicu 10              | (16-18) | Scutaru 7                  | Sala UVT, Timișoara Arbitri: Crac, Mitru |
| 17 martie 2024 13:00 | 3×                    | Cronica | 5×                         | Sala UVT, Timișoara Arbitri: Crac, Mitru |

CSM Deva și CS Universitar Oradea au stat.

### Etapa XIII
| 24 martie 2024 13:00 | „U” Cluj | 30 - 21 | CSU de Vest Timișoara | Sala Sporturilor „Horia Demian”, Cluj-Napoca Arbitri: Ramba, Ungar |
| 24 martie 2024 13:00 | Șerban 7 | (17-12) | Voicu 5               | Sala Sporturilor „Horia Demian”, Cluj-Napoca Arbitri: Ramba, Ungar |
| 24 martie 2024 13:00 | 4× 1×    | Cronica | 3× 1×                 | Sala Sporturilor „Horia Demian”, Cluj-Napoca Arbitri: Ramba, Ungar |

| 25 martie 2024 17:00 | ACS „Liviu Rebreanu” Turda | 21 - 22 | CSM Deva | Sala de Sport „Gheorghe Barițiu”, Turda Arbitri: Iacob, A. Moldovan |
| 25 martie 2024 17:00 | Niță 5                     | (11-10) | Florea 7 | Sala de Sport „Gheorghe Barițiu”, Turda Arbitri: Iacob, A. Moldovan |
| 25 martie 2024 17:00 | 1×                         | Cronica | 5× 1×    | Sala de Sport „Gheorghe Barițiu”, Turda Arbitri: Iacob, A. Moldovan |

CS Universitar Oradea și CS Universitatea Reșița au stat.

### Etapa XIV
| 20 aprilie 2024 12:00 | CS Universitatea Reșița | 24 - 23 | CS Universitar Oradea | Sala Sporturilor, Reșița Arbitri: Fugaru, Oțelea |
| 20 aprilie 2024 12:00 | Știubei-Gîrboni 7       | (14-11) | Duțu 5                | Sala Sporturilor, Reșița Arbitri: Fugaru, Oțelea |
| 20 aprilie 2024 12:00 | 6× 1×                   | Cronica | 5× 1×                 | Sala Sporturilor, Reșița Arbitri: Fugaru, Oțelea |

| 21 aprilie 2024 11:00 | CSM Deva      | 32 - 25 | „U” Cluj       | Sala Sporturilor, Deva Arbitri: Chiriac, Cordescu |
| 21 aprilie 2024 11:00 | Diagouraga 11 | (13-13) | Ani-Senocico 6 | Sala Sporturilor, Deva Arbitri: Chiriac, Cordescu |
| 21 aprilie 2024 11:00 | 4× 2×         | Cronica | 7× 1× 1×       | Sala Sporturilor, Deva Arbitri: Chiriac, Cordescu |

ACS „Liviu Rebreanu” Turda și CSU de Vest Timișoara au stat.

## Turneul final
Echipele clasate pe primele două locuri și echipele clasate pe cele mai bune două locuri 3 în fiecare din cele trei serii au avansat la turneul final, care s-a desfășurat pe parcursul a trei zile. Echipele au fost grupate câte două și au jucat, în prima zi, una împotriva celeilalte într-un singur meci. Echipa de pe locul 1 în Seria A a jucat împotriva echipei clasate pe al doilea cel mai bun loc 3, echipa de pe locul 2 în Seria A a jucat împotriva echipei clasate pe cel mai bun loc 3, echipa de pe locul 1 în Seria B a jucat împotriva echipei clasate pe locul 2 în Seria C iar echipa de pe locul 2 în Seria B a jucat împotriva echipei clasate pe locul 1 în Seria C. În a doua zi, echipele învinse au fost grupate câte două și au jucat una împotriva celeilalte, iar echipele învingătoare au jucat semifinale. Echipele învinse au jucat pentru stabilirea locului în clasamentul turneului, câștigătoarele semifinalelor s-au înfruntat în finală, iar învinsele semifinalelor în finala mică, în a treia zi a turneului. Dacă partidele jucate în faza meciurilor preliminare de clasament, și a semifinalelor s-ar fi terminat după 60 de minute la egalitate, s-ar fi executat aruncări de la 7 metri. Dacă partidele jucate în faza meciurilor de clasament, a finalei mici și a finalei s-ar fi terminat după 60 de minute la egalitate, s-ar fi jucat două reprize de prelungiri a 5 minute fiecare, dacă egalitatea ar fi persistat s-ar mai fi jucat două reprize de prelungiri iar dacă în continuare egalitatea ar fi persistat s-ar fi executat aruncări de la 7 metri. Echipele clasate pe locurile 1 și 2 după terminarea turneului final au promovat direct în Liga Națională, în timp ce echipele clasate pe locurile 3 și 4 vor susține jocuri de baraj cu echipele care vor termina sezonul 2022-2023 al Ligii Naționale pe locurile 11 și 12.
Turneul final al Diviziei A de handbal feminin ediția 2023-24 s-a desfășurat în Sala Polivalentă „Dan Constantin Irimiciuc” din Iași în perioada 10-12 mai 2024.

### Sferturi de finală
| 10 mai 2024 YouTube FRH12:00 | CSM Slatina   | 38 - 20 | CSM Roman | Sala Polivalentă „Dan Constantin Irimiciuc”, Iași Arbitri: Belean, Hendrea |
| 10 mai 2024 YouTube FRH12:00 | Bogdanovici 5 | (20-12) | Neamțu 7  | Sala Polivalentă „Dan Constantin Irimiciuc”, Iași Arbitri: Belean, Hendrea |
| 10 mai 2024 YouTube FRH12:00 | 2× 1×         | Cronica | 4×        | Sala Polivalentă „Dan Constantin Irimiciuc”, Iași Arbitri: Belean, Hendrea |

| 10 mai 2024 YouTube FRH14:00 | CS Activ Prahova Ploiești | 24 - 22 | CSM Unirea Slobozia | Sala Polivalentă „Dan Constantin Irimiciuc”, Iași Arbitri: Șerbu, Vasilescu |
| 10 mai 2024 YouTube FRH14:00 | Beșleagă 10               | (14-13) | Arsenievska 7       | Sala Polivalentă „Dan Constantin Irimiciuc”, Iași Arbitri: Șerbu, Vasilescu |
| 10 mai 2024 YouTube FRH14:00 | 6×                        | Cronica | 10× 2×              | Sala Polivalentă „Dan Constantin Irimiciuc”, Iași Arbitri: Șerbu, Vasilescu |

| 10 mai 2024 YouTube FRH16:00 | CSM Iași 2020 | 32 - 25 | „U” Cluj    | Sala Polivalentă „Dan Constantin Irimiciuc”, Iași Arbitri: Murariu, Paraschiv |
| 10 mai 2024 YouTube FRH16:00 | Lima 10       | (17-14) | Stana 7     | Sala Polivalentă „Dan Constantin Irimiciuc”, Iași Arbitri: Murariu, Paraschiv |
| 10 mai 2024 YouTube FRH16:00 | 5× 1×         | Cronica | 5× 2× 1× 1× | Sala Polivalentă „Dan Constantin Irimiciuc”, Iași Arbitri: Murariu, Paraschiv |

| 10 mai 2024 YouTube FRH18:00 | CSM Galați | 22 - 27 | CSM Deva     | Sala Polivalentă „Dan Constantin Irimiciuc”, Iași Arbitri: Ifrim, Olisei |
| 10 mai 2024 YouTube FRH18:00 | Sablić 6   | (13-11) | Diagouraga 6 | Sala Polivalentă „Dan Constantin Irimiciuc”, Iași Arbitri: Ifrim, Olisei |
| 10 mai 2024 YouTube FRH18:00 | 7× 1×      | Cronica | 5× 2×        | Sala Polivalentă „Dan Constantin Irimiciuc”, Iași Arbitri: Ifrim, Olisei |

### Meciurile preliminare de clasament
| 11 mai 2024 YouTube FRH12:00 | CSM Roman | 23 - 34 | CSM Galați | Sala Polivalentă „Dan Constantin Irimiciuc”, Iași Arbitri: Murariu, Paraschiv |
| 11 mai 2024 YouTube FRH12:00 | Creangă 6 | (14-20) | Prescură 6 | Sala Polivalentă „Dan Constantin Irimiciuc”, Iași Arbitri: Murariu, Paraschiv |
| 11 mai 2024 YouTube FRH12:00 | 3× 1×     | Cronica | 3× 1×      | Sala Polivalentă „Dan Constantin Irimiciuc”, Iași Arbitri: Murariu, Paraschiv |

| 11 mai 2024 YouTube FRH14:00 | CSM Unirea Slobozia | 25 - 27 | „U” Cluj | Sala Polivalentă „Dan Constantin Irimiciuc”, Iași Arbitri: Belean, Hendrea |
| 11 mai 2024 YouTube FRH14:00 | R. Gheorghe 8       | (13-16) | Șerban 9 | Sala Polivalentă „Dan Constantin Irimiciuc”, Iași Arbitri: Belean, Hendrea |
| 11 mai 2024 YouTube FRH14:00 | 4× 1× 1×            | Cronica | 9× 1×    | Sala Polivalentă „Dan Constantin Irimiciuc”, Iași Arbitri: Belean, Hendrea |

### Semifinalele
| 11 mai 2024 YouTube FRH TVR Sport TVR Iași16:00 | CSM Slatina  | 32 - 22 | CSM Deva | Sala Polivalentă „Dan Constantin Irimiciuc”, Iași Arbitri: Șerbu, Vasilescu |
| 11 mai 2024 YouTube FRH TVR Sport TVR Iași16:00 | Lixăndroiu 6 | (17-10) | Mózes 5  | Sala Polivalentă „Dan Constantin Irimiciuc”, Iași Arbitri: Șerbu, Vasilescu |
| 11 mai 2024 YouTube FRH TVR Sport TVR Iași16:00 | 3× 2×        | Cronica | 6× 2×    | Sala Polivalentă „Dan Constantin Irimiciuc”, Iași Arbitri: Șerbu, Vasilescu |

| 11 mai 2024 YouTube FRH TVR Sport TVR Iași18:00 | CS Activ Prahova Ploiești | 24 - 25 | CSM Iași 2020    | Sala Polivalentă „Dan Constantin Irimiciuc”, Iași Arbitri: Ifrim, Olisei |
| 11 mai 2024 YouTube FRH TVR Sport TVR Iași18:00 | Taivan 5                  | (10-12) | Lima, Prelević 6 | Sala Polivalentă „Dan Constantin Irimiciuc”, Iași Arbitri: Ifrim, Olisei |
| 11 mai 2024 YouTube FRH TVR Sport TVR Iași18:00 | 6×                        | Cronica | 4× 1×            | Sala Polivalentă „Dan Constantin Irimiciuc”, Iași Arbitri: Ifrim, Olisei |

### Meciurile de clasament

#### Meciul pentru locurile 7–8
| 12 mai 2024 YouTube FRH12:00 | CSM Roman | 26 - 38 | CSM Unirea Slobozia | Sala Polivalentă „Dan Constantin Irimiciuc”, Iași Arbitri: Ifrim, Olisei |
| 12 mai 2024 YouTube FRH12:00 | Neamțu 7  | (10-20) | C. Roșu 13          | Sala Polivalentă „Dan Constantin Irimiciuc”, Iași Arbitri: Ifrim, Olisei |
| 12 mai 2024 YouTube FRH12:00 | 4×        | Cronica | 5× 2× 1×            | Sala Polivalentă „Dan Constantin Irimiciuc”, Iași Arbitri: Ifrim, Olisei |

#### Meciul pentru locurile 5–6
| YouTube FRH12 mai 2024 14:00 | CSM Galați   | 32 - 25 | „U” Cluj | Sala Polivalentă „Dan Constantin Irimiciuc”, Iași Arbitri: Șerbu, Vasilescu |
| YouTube FRH12 mai 2024 14:00 | C. Andrița 8 | (16-13) | Șerban 9 | Sala Polivalentă „Dan Constantin Irimiciuc”, Iași Arbitri: Șerbu, Vasilescu |
| YouTube FRH12 mai 2024 14:00 | 5× 1×        | Cronica | 3×       | Sala Polivalentă „Dan Constantin Irimiciuc”, Iași Arbitri: Șerbu, Vasilescu |

#### Finala mică
| 12 mai 2024 YouTube FRH TVR Sport TVR Iași16:00 | CSM Deva            | 33- 26  | CS Activ Prahova Ploiești | Sala Polivalentă „Dan Constantin Irimiciuc”, Iași Arbitri: Murariu, Paraschiv |
| 12 mai 2024 YouTube FRH TVR Sport TVR Iași16:00 | Cherecheși, Darie 6 | (15-13) | Popescu 6                 | Sala Polivalentă „Dan Constantin Irimiciuc”, Iași Arbitri: Murariu, Paraschiv |
| 12 mai 2024 YouTube FRH TVR Sport TVR Iași16:00 | 5× 1×               | Cronica | 4× 1×                     | Sala Polivalentă „Dan Constantin Irimiciuc”, Iași Arbitri: Murariu, Paraschiv |

#### Finala
| YouTube FRH TVR Sport TVR Iași12 mai 2024 18:00 | CSM Slatina | 26 - 24 | CSM Iași 2020 | Sala Polivalentă „Dan Constantin Irimiciuc”, Iași Arbitri: Belean, Hendrea înlocuiți cu Murariu, Paraschiv |
| YouTube FRH TVR Sport TVR Iași12 mai 2024 18:00 | Premović 7  | (15-13) | Olariu 5      | Sala Polivalentă „Dan Constantin Irimiciuc”, Iași Arbitri: Belean, Hendrea înlocuiți cu Murariu, Paraschiv |
| YouTube FRH TVR Sport TVR Iași12 mai 2024 18:00 | 5× 1×       | Cronica | 1× 1×         | Sala Polivalentă „Dan Constantin Irimiciuc”, Iași Arbitri: Belean, Hendrea înlocuiți cu Murariu, Paraschiv |

### Clasament
|  | Echipe promovate în Liga Națională            |
|  | Echipe care participă la barajul de promovare |

| Loc | Echipă                    |
| --- | ------------------------- |
|     | CSM Slatina               |
|     | CSM Iași 2020             |
|     | CSM Deva                  |
| 4   | CS Activ Prahova Ploiești |
| 5   | CSM Galați                |
| 6   | „U” Cluj                  |
| 7   | CSM Unirea Slobozia       |
| 8   | CSM Roman                 |

## Clasamentul marcatoarelor
| Poz. | Nume                       | Echipă                               | Goluri |
| ---- | -------------------------- | ------------------------------------ | ------ |
| 1    | Mihaela Stănciulescu (ROU) | CSU Neptun Constanța                 | 97     |
| 2    | Elena Fulgoi (ROU)         | CSM Slatina                          | 77     |
| 3    | Miruna Poiană-Țârdea (ROU) | CSM Bacău                            | 71     |
| 4    | Larisa Șerban (ROU)        | „U” Cluj                             | 68     |
| 5    | Dana Matei (ROU)           | CSU Neptun Constanța                 | 64     |
| 6    | Teodora Damian (ROU)       | ACS „Liviu Rebreanu” Turda           | 62     |
| 7    | Ștefania Gheorghe (ROU)    | CSM Unirea Slobozia                  | 60     |
| 8    | Bianca Dumitriu (ROU)      | HCF Piatra Neamț                     | 58     |
| 8    | Maria Gherghiceanu (ROU)   | ACS Unirea Dobroești                 | 58     |
| 8    | Orsolya Mózes (ROU)        | ACS „Liviu Rebreanu” Turda/ CSM Deva | 58     |
| 9    | Sara Opriș (ROU)           | CSM Făgăraș                          | 57     |
| 10   | Denisa Pavel (ROU)         | ACS Sepsi SIC Sfântu Gheorghe        | 56     |

| Poz. | Nume                      | Echipă                    | Goluri |
| ---- | ------------------------- | ------------------------- | ------ |
| 1    | Larisa Șerban (ROU)       | „U” Cluj                  | 23     |
| 2    | Ioana Neamțu (ROU)        | CSM Roman                 | 18     |
| 2    | Cristina Roșu (ROU)       | CSM Unirea Slobozia       | 18     |
| 3    | Rebeca Gheorghe (ROU)     | CSM Unirea Slobozia       | 17     |
| 4    | Juliana Lima (ROU)        | CSM Iași 2020             | 16     |
| 5    | Diana Lixăndroiu (ROU)    | CSM Slatina               | 15     |
| 5    | Sanja Premović (MNE)      | CSM Slatina               | 15     |
| 6    | Cristina Andrița (ROU)    | CSM Galați                | 14     |
| 6    | Ivana Arsenievska (MKD)   | CSM Unirea Slobozia       | 14     |
| 6    | Roxana Beșleagă (ROU)     | CS Activ Prahova Ploiești | 14     |
| 6    | Andreea Creangă (ROU)     | CSM Roman                 | 14     |
| 6    | Orsolya Mózes (ROU)       | CSM Deva                  | 14     |
| 6    | Ana Maria Stana (ROU)     | „U” Cluj                  | 14     |
| 7    | Bianca Berbece (ROU)      | CS Activ Prahova Ploiești | 12     |
| 7    | Fanta Diagouraga (FRA)    | CSM Deva                  | 12     |
| 7    | Andreea Prescură (ROU)    | CSM Galați                | 12     |
| 7    | Sara Sablić (CRO)         | CSM Galați                | 12     |
| 7    | Valentina Soreanu (ROU)   | CSM Unirea Slobozia       | 12     |
| 7    | Tatiana Šutranová (SVK)   | CSM Deva                  | 12     |
| 7    | Sonia Vasiliu (ROU)       | CSM Slatina               | 12     |
| 8    | Adina Cîrligeanu (ROU)    | CSM Iași 2020             | 10     |
| 8    | Ștefania Gheorghe (ROU)   | CSM Unirea Slobozia       | 10     |
| 8    | Jovana Sazdovska (MKD)    | CSM Slatina               | 10     |
| 9    | Sarah Darie (ROU)         | CSM Deva                  | 9      |
| 9    | Iulia Eiler (ROU)         | CSM Galați                | 9      |
| 10   | Andreea Bogdanovici (ROU) | CSM Slatina               | 8      |
| 10   | Lavinia Florea (ROU)      | CSM Deva                  | 8      |
| 10   | Elena Fulgoi (ROU)        | CSM Slatina               | 8      |
| 10   | Raluca Macovei (ROU)      | CSM Roman                 | 8      |
| 10   | Andreea Merlă (ROU)       | CSM Galați                | 8      |
| 10   | Alexandra Orșivschi (ROU) | CSM Deva                  | 8      |
| 10   | Slađana Prelević (MNE)    | CSM Iași 2020             | 8      |
| 10   | Kristina Radayeva (KAZ)   | CSM Galați                | 8      |
| 10   | Ioana Stanca (ROU)        | CSM Iași 2020             | 8      |

| Poz. | Nume                       | Echipă                               | Goluri |
| ---- | -------------------------- | ------------------------------------ | ------ |
| 1    | Mihaela Stănciulescu (ROU) | CSU Neptun Constanța                 | 97     |
| 2    | Larisa Șerban (ROU)        | „U” Cluj                             | 91     |
| 3    | Elena Fulgoi (ROU)         | CSM Slatina                          | 85     |
| 4    | Orsolya Mózes (ROU)        | ACS „Liviu Rebreanu” Turda/ CSM Deva | 72     |
| 5    | Miruna Poiană-Țârdea (ROU) | CSM Bacău                            | 71     |
| 6    | Ștefania Gheorghe (ROU)    | CSM Unirea Slobozia                  | 70     |
| 7    | Dana Matei (ROU)           | CSU Neptun Constanța                 | 64     |
| 8    | Teodora Damian (ROU)       | ACS „Liviu Rebreanu” Turda           | 62     |
| 9    | Rebeca Gheorghe (ROU)      | CSM Unirea Slobozia                  | 59     |
| 10   | Bianca Dumitriu (ROU)      | HCF Piatra Neamț                     | 58     |
| 10   | Maria Gherghiceanu (ROU)   | ACS Unirea Dobroești                 | 58     |